# Darmstädter Künstlerkolonie Mathildenhöhe
Die Darmstädter Künstlerkolonie war einerseits eine größtenteils mäzenatisch finanzierte Gruppe von Künstlern, die zwischen 1899 und 1914 – idealerweise bei übereinstimmenden künstlerischen Anschauungen – gemeinsam tätig waren. Andererseits bezeichnet der Begriff auch die Wirkungsstätte und die von den Künstlern errichteten Bauten auf der Mathildenhöhe in Darmstadt, in denen diese lebten und arbeiteten. Das Ensemble „Mathildenhöhe Darmstadt“ ist seit dem 24. Juli 2021 als UNESCO-Welterbe anerkannt. Es besteht aus zwei Teilbereichen (Hauptbereich, Dreihäusergruppe) und umfasst auch die Russische Kapelle, die kurz vor der Gründung der Künstlerkolonie erbaut wurde. Die Mathildenhöhe ist eine Erhebung am Rand der Darmstädter Innenstadt und war im 19. Jahrhundert die Gartenanlage des großherzoglichen Hofes. Diese wurde 1833 im Stil eines Englischen Landschaftsparks umgestaltet. Der Garten wurde nach Mathilde von Bayern (Haus Wittelsbach) benannt. Sie war mit Großherzog Ludwig III. verheiratet.

## Gründung

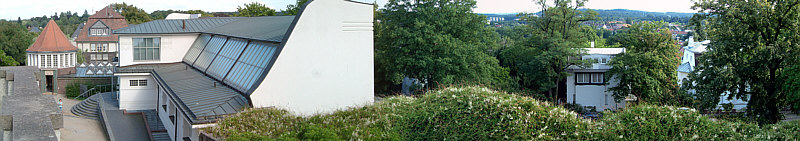
Panoramaaufnahme Ernst-Ludwig-Haus

Auf Anregung des Kunstverlegers Alexander Koch berief 1899 Großherzog Ernst Ludwig als Mäzen die sieben Jugendstilkünstler Peter Behrens, Paul Bürck, Rudolf Bosselt, Hans Christiansen, Ludwig Habich, Patriz Huber und Joseph Maria Olbrich an die neugegründete Künstlerkolonie. Unter dem Leitspruch „Mein Hessenland blühe und in ihm die Kunst“ erwartete er aus einer Verbindung von Kunst und Handwerk eine wirtschaftliche Belebung für sein Land, das Großherzogtum Hessen. Das Ziel der Künstler sollte die Erarbeitung neuzeitlicher und zukunftsweisender Bau- und Wohnformen sein.

## Erste Ausstellung 1901

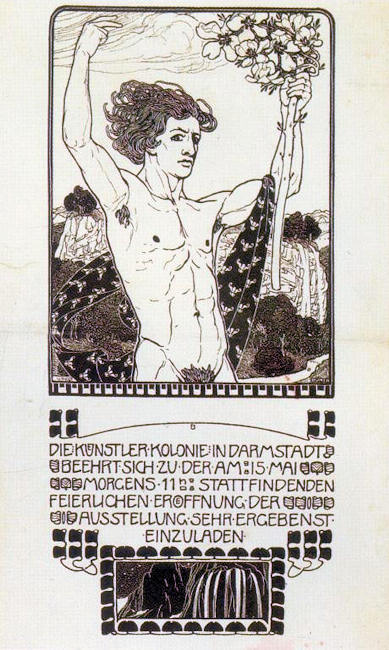
Paul Bürck: Einladungskarte (1901)

Die erste Ausstellung der Künstlerkolonie fand unter dem Titel Ein Dokument deutscher Kunst von Mai bis Oktober 1901 statt. Als Ausstellungsobjekte sollten die Kolonie mit den individuellen Künstlerhäusern, das Atelierhaus sowie verschiedene provisorische Bauten dienen. Zu den temporären Bauten gehörten das „Haus der Flächenkunst“, das „Spielhaus“ für die Darmstädter Spiele und das Hauptportal. Diese in zwei Monaten errichteten Holzbauten wurden nach fünf Monaten Ausstellungsdauer wieder abgebaut.
Die Schau wurde am 15. Mai mit einem Festspiel nach einer Idee von Peter Behrens eröffnet und erregte weit über die Grenzen Darmstadts hinaus Aufsehen, endete aber trotzdem im Oktober mit einem größeren finanziellen Defizit. Paul Bürck, Hans Christiansen und Patriz Huber verließen anschließend die Kolonie, wie in den folgenden Jahren auch Peter Behrens und Rudolf Bosselt.

### Ernst-Ludwig-Haus

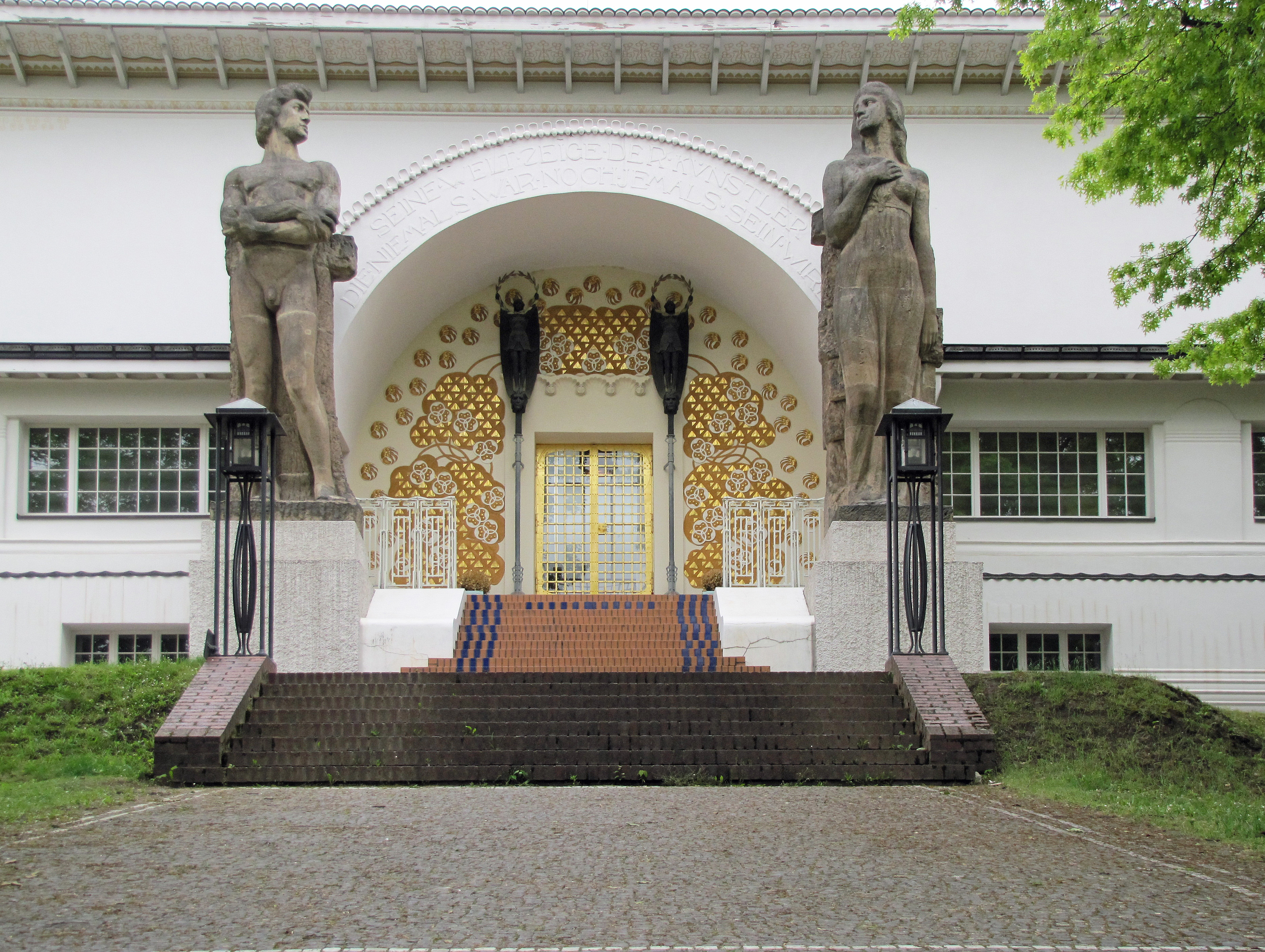
Portal des Ernst-Ludwig-Hauses

Als gemeinschaftliches Ateliergebäude wurde das Ernst-Ludwig-Haus nach Plänen von Joseph Maria Olbrich gebaut, dem einzigen ausgebildeten Architekten und der zentralen Figur in der Künstlergruppe. Peter Behrens betätigte sich ursprünglich entsprechend seiner Ausbildung nur als Maler und Grafiker. Die Grundsteinlegung fand bereits am 24. März 1900 statt. Das Ateliergebäude war zugleich das Festgebäude der Künstlerkolonie. In der Mitte des Hauptgeschosses lag der Versammlungs- und Festraum mit Gemälden von Paul Bürck, links und rechts davon schlossen sich je drei Ateliers der Künstler an. Im Untergeschoss befanden sich zwei Künstlerwohnungen und Wirtschaftsräume. Die sechs Meter hohen Kolossalfiguren „Mann und Weib“ oder „Kraft und Schönheit“ stammen von Ludwig Habich und flankieren den Eingang, der in einer Portalnische mit vergoldeten Pflanzenornamenten liegt. Über dem Eingang befindet sich die Inschrift „SEINE WELT ZEIGE DER KÜNSTLER – DIE NIEMALS WAR NOCH JEMALS SEIN WIRD“ von Hermann Bahr. Die Häuser der Künstler wurden um das Atelierhaus herum gruppiert. Ende der 1980er Jahre erfolgte eine Rekonstruktion des Gebäudes und der Einrichtung des Museums Künstlerkolonie Darmstadt.

### Häuser der Künstler
Die Künstler konnten zu günstigen Konditionen Grundstücke erwerben und darauf ein Wohnhaus errichten, das während der Ausstellung als Musterhaus zu zeigen war. So sollten die Bemühungen zur Zusammenführung von Architektur, Innenarchitektur, Kunsthandwerk und Malerei an konkreten gebauten Beispielen gezeigt werden. Allerdings waren nur Olbrich, Christiansen, Habich und Behrens in der Lage, sich den Bau eigener Wohnhäuser zu leisten. Während der ersten Ausstellung konnten dennoch acht voll eingerichtete Häuser besichtigt werden. Die nachfolgend beschriebenen Häuser wurden 1900/01 errichtet.

#### Haus Deiters
Das Haus für Wilhelm Deiters, den Geschäftsführer der Künstlerkolonie, wurde von Joseph Maria Olbrich entworfen und im Erdgeschoss ausgestaltet. Es ist das kleinste der Häuser und bezieht seine besondere Form aus der Eckgeometrie des Grundstücks am Schnittpunkt zweier Straßen. Es blieb ohne Kriegsschäden und wurde nach verschiedenen wenig sensiblen Renovierungen und Umbauten 1991–1992 äußerlich originalgetreu restauriert. Nach einer ersten musealen Nutzung wurde das Gebäude 1996 vom Deutschen Polen-Institut bezogen, das 2016 an seinen neuen Sitz im Darmstädter Schloss umzog.

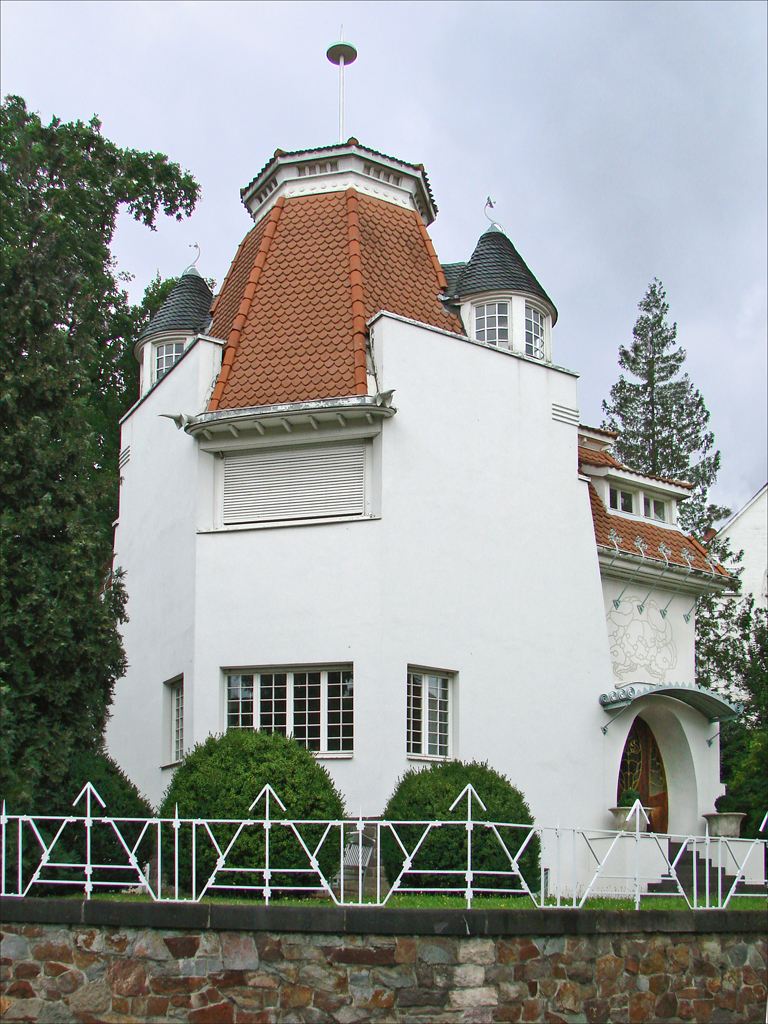
Haus Deiters
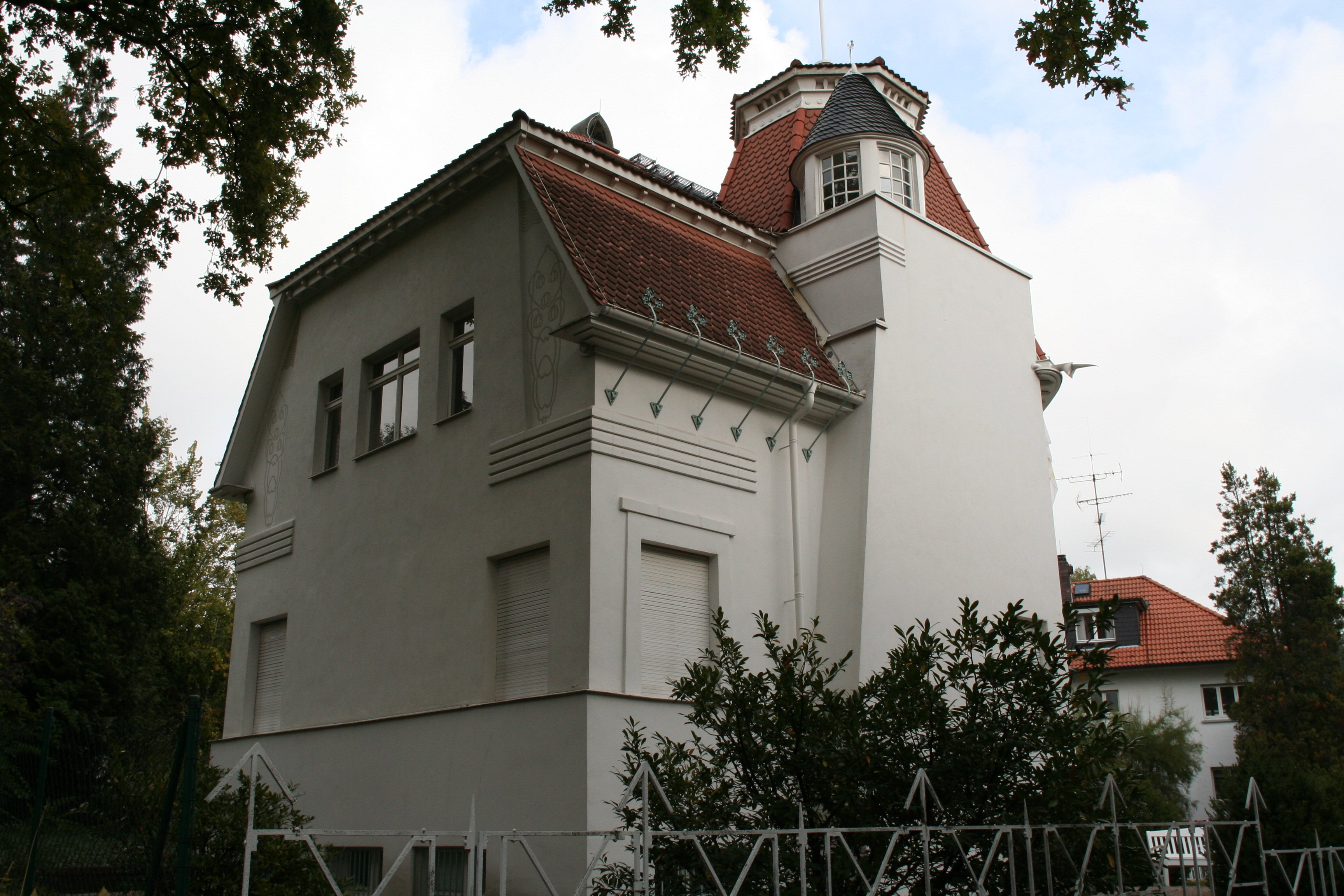
Hinteransicht
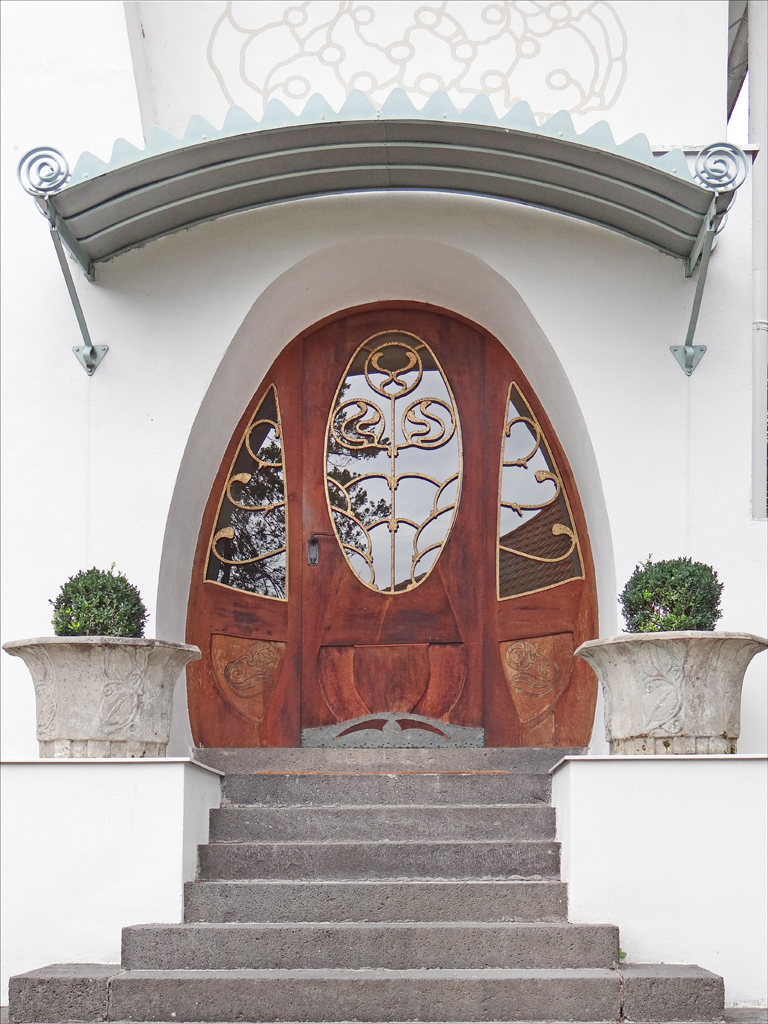
Eingangstür

#### Großes Glückerthaus
Olbrich war auch der Architekt des Hauses für Julius Glückert, des größten Wohnhauses der Ausstellung. Julius Glückert war Möbelfabrikant und ein wichtiger Förderer der Künstlerkolonie. Er hatte das Haus als schlüsselfertiges Verkaufsobjekt vorgesehen, entschloss sich aber kurz vor der Fertigstellung, es für eine ständige Einrichtungsschau der Erzeugnisse seiner Fabrik zu nutzen. Das Haus erhielt 1901 seine erste Ausstattung nach Entwürfen von Olbrich. 1908 gestaltete Olbrich das Erdgeschoss mit der großen Halle, Albin Müller die Räume des ersten Obergeschosses und der niederländische Architekt Johann Christoph Gewin das Mansardgeschoss um. Das Gebäude wurde im Zweiten Weltkrieg beschädigt. 1961 erwarb die Stadt das Große Glückerthaus und ließ es in den 1960er Jahren wiederherstellen, wobei es im Erdgeschoss auf die Fassung von 1901 zurück restauriert wurde. Bei einer erneuten Restaurierung von 2021 bis 2023 wurde teilweise die Fassung von 1908 wiederhergestellt. Das Objekt erhielt 2023 den Hessischen Denkmalschutzpreis.
Seit 1971 ist das Große Haus Glückert Sitz der Deutschen Akademie für Sprache und Dichtung.

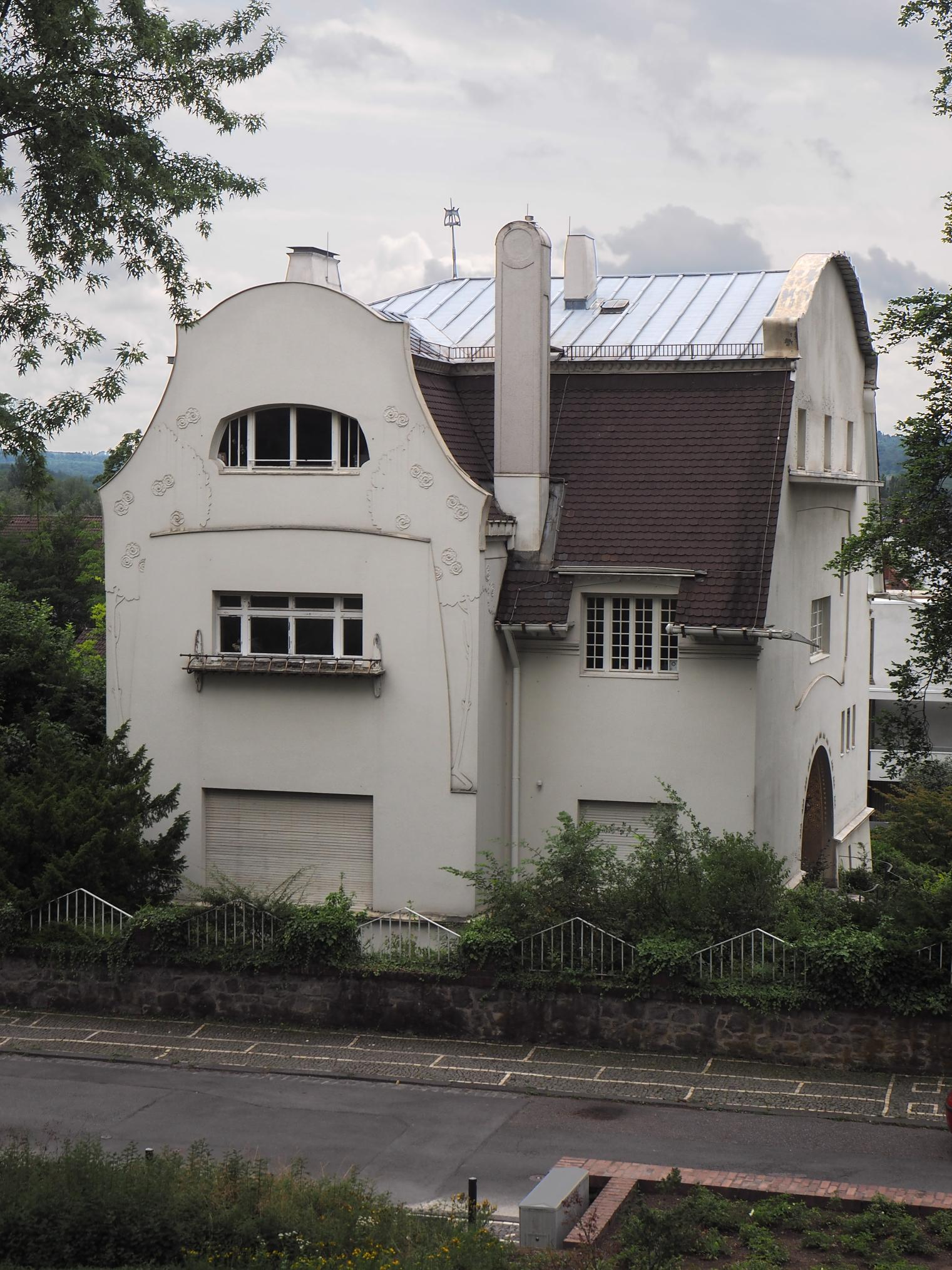
Großes Glückerthaus
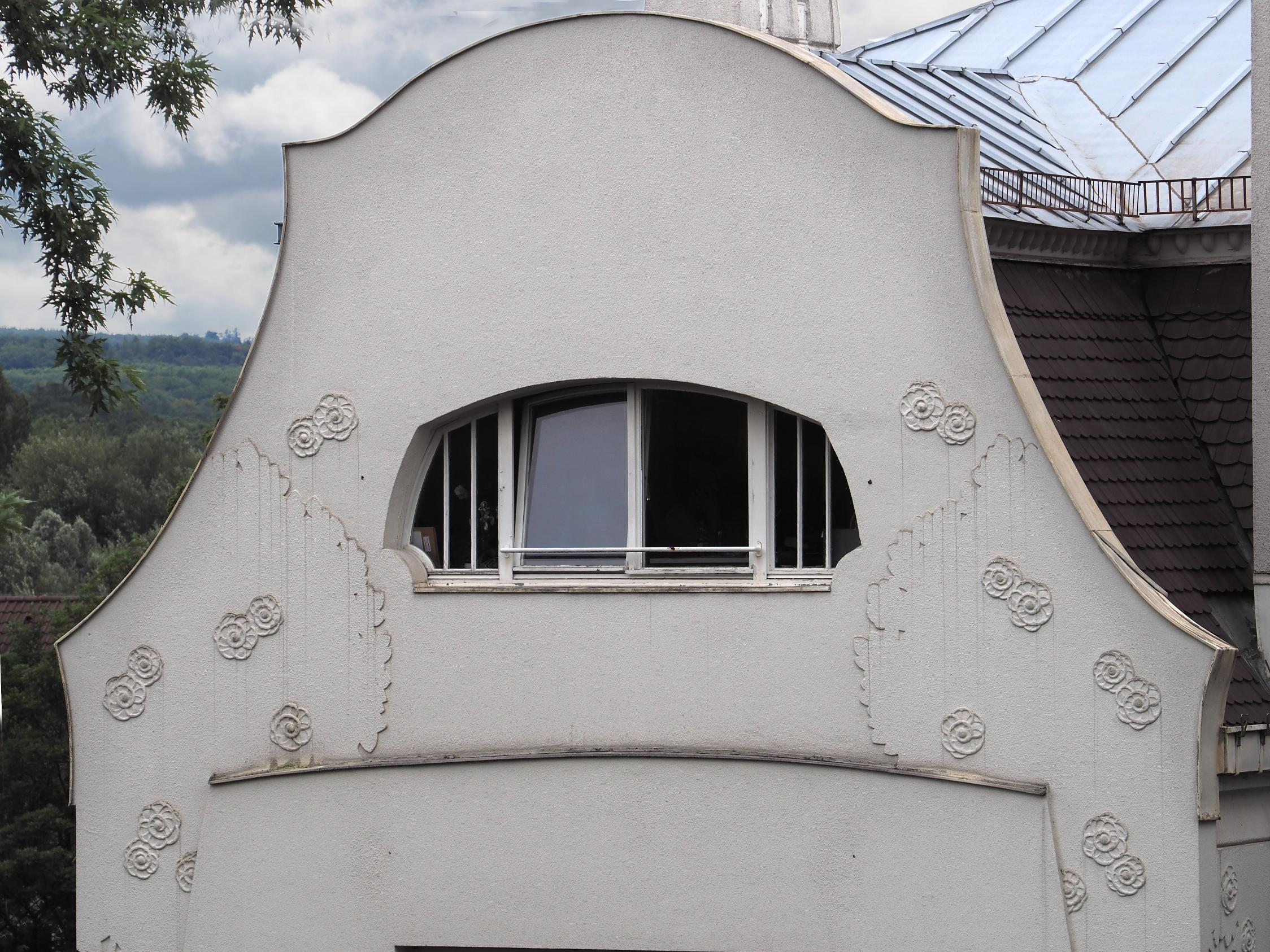
Giebel
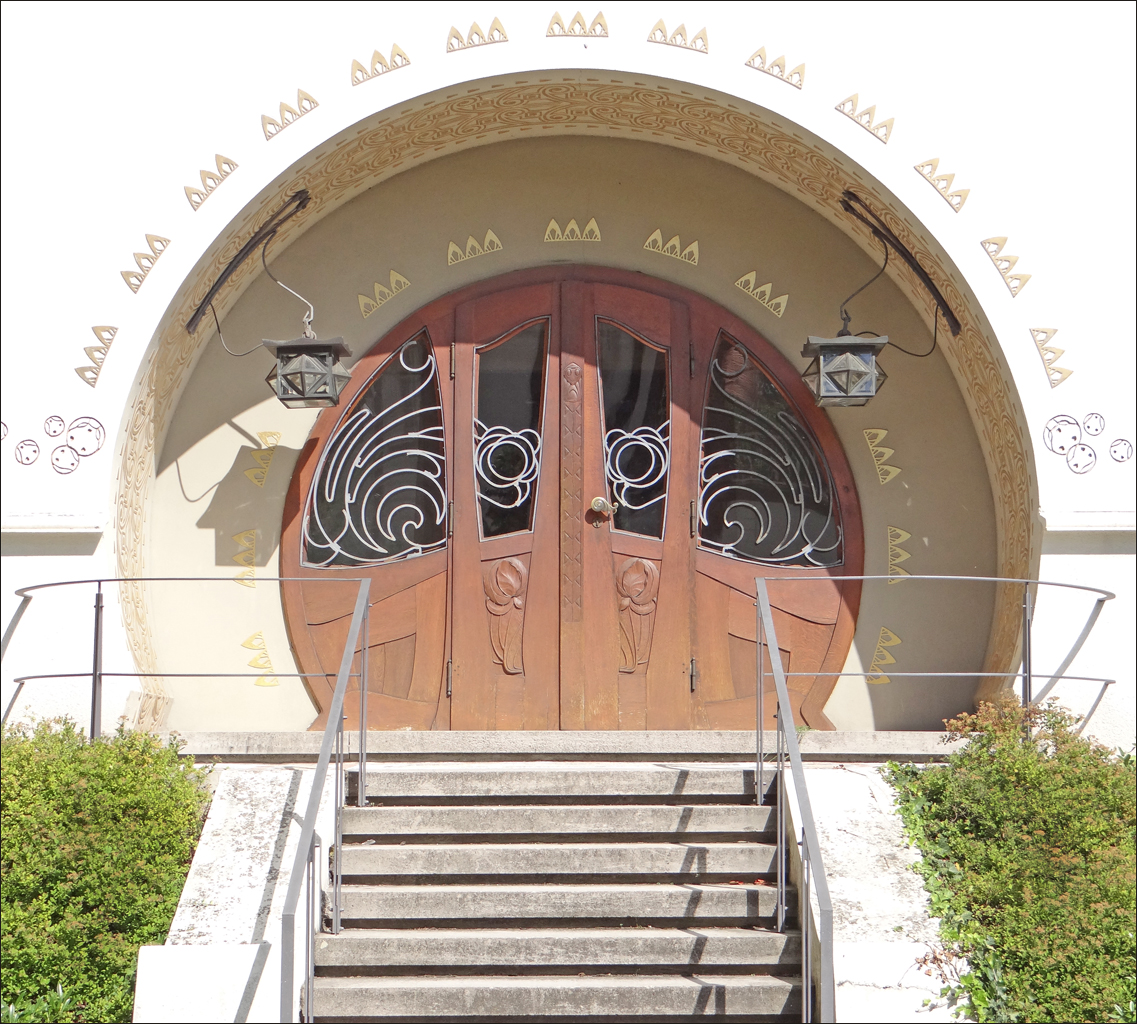
Eingangstür

#### Kleines Glückerthaus (Haus Rudolf Bosselt)
Das Wohnhaus wurde nach Plänen von Joseph Maria Olbrich gestaltet, die Bildhauerarbeiten an der Fassade stammen von Rudolf Bosselt (1871–1938) und die Inneneinrichtung schuf Patriz Huber (1878–1902). Ursprünglich war Bosselt der Bauherr des Hauses, konnte aber die Baukosten schließlich nicht aufbringen. Deshalb wurde das Gebäude noch vor Fertigstellung von Glückert übernommen. Das heutige Erscheinungsbild entspricht annähernd dem ursprünglichen Zustand.

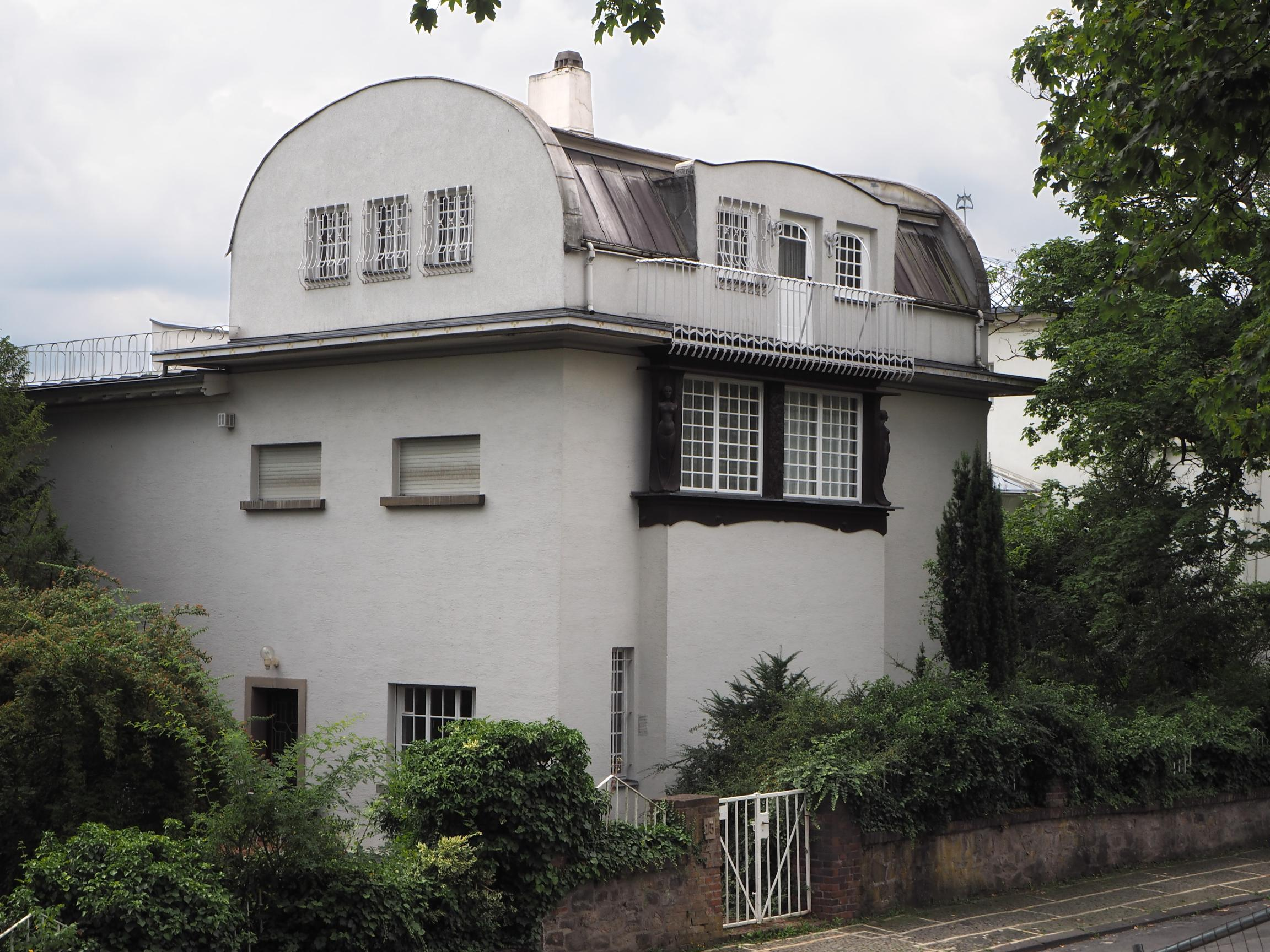
Kleines Glückerthaus
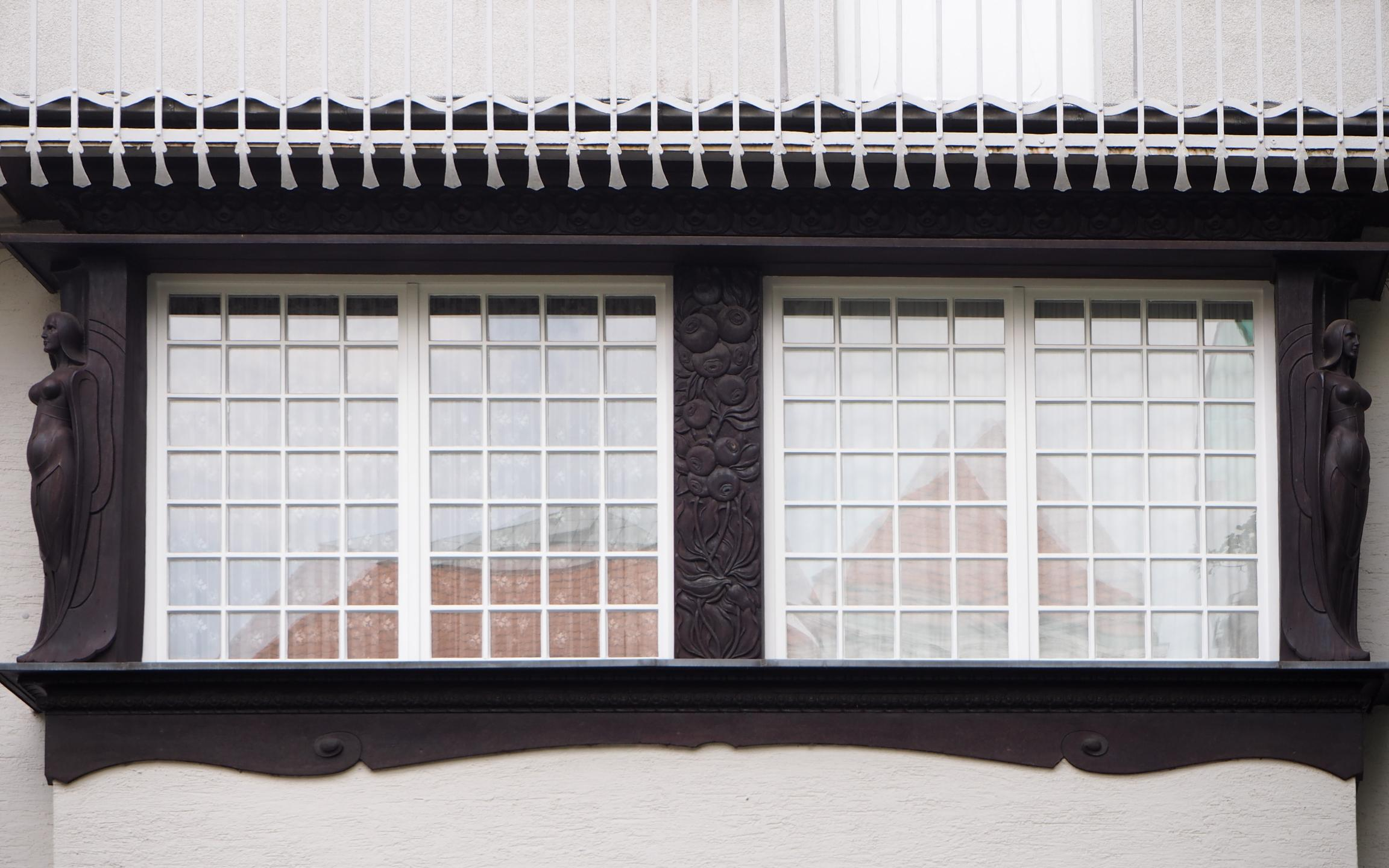
Fensterschmuck

#### Haus Behrens
Peter Behrens entwarf als Architektur-Autodidakt sein eigenes Wohnhaus als Erstlingswerk mitsamt der gesamten Inneneinrichtung. Dadurch wirkte es besonders deutlich als einheitliches „Gesamtkunstwerk“. Das Haus war mit 200.000 Mark Gesamtkosten aber auch das teuerste der Ausstellung. Behrens bewohnte es nie, sondern verkaufte es bald darauf. Es wurde im Zweiten Weltkrieg stark beschädigt, aber zumindest äußerlich weitgehend originalgetreu wiederaufgebaut, zuletzt 2022/23.
Einige Ausstattungsstücke und Möbel wurden offenbar schon früher aus dem Haus entfernt und blieben so erhalten. Am 28. April 2019 wurde in einer Folge der Sendung Lieb & Teuer des NDR, die von Janin Ullmann moderiert und im Schloss Reinbek gedreht wurde, mit dem Silber-Experten Stephan Schwarzl ein aus 76 Teilen bestehendes Silberbesteck für 12 Personen besprochen, dessen Entwurf zu dem Gesamtkunstwerk des Hauses gehörte. Das Besteck aus 800er Silber wurde von Schwarzl auf mindestens 35.000 Euro geschätzt.

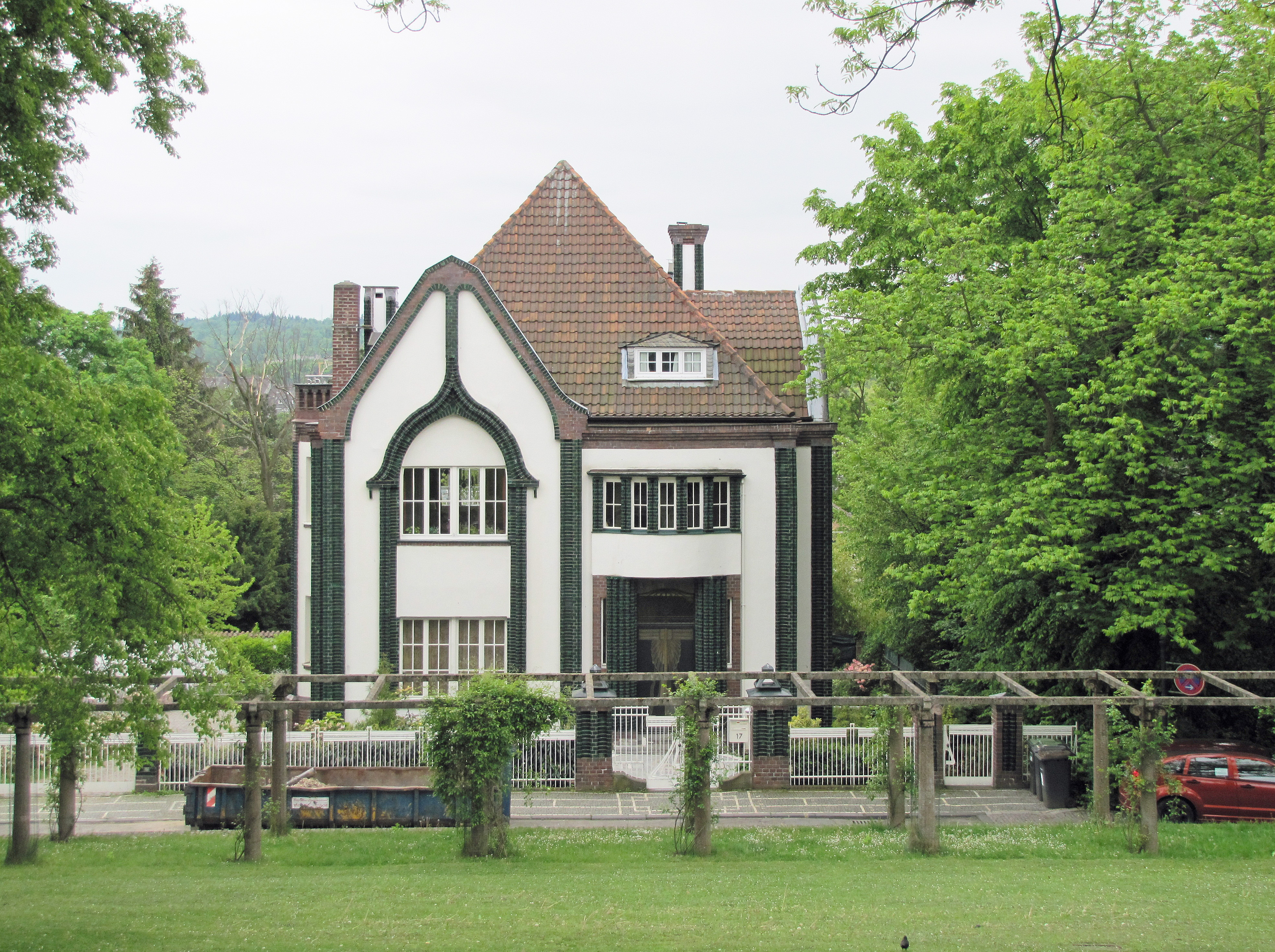
Haus Behrens
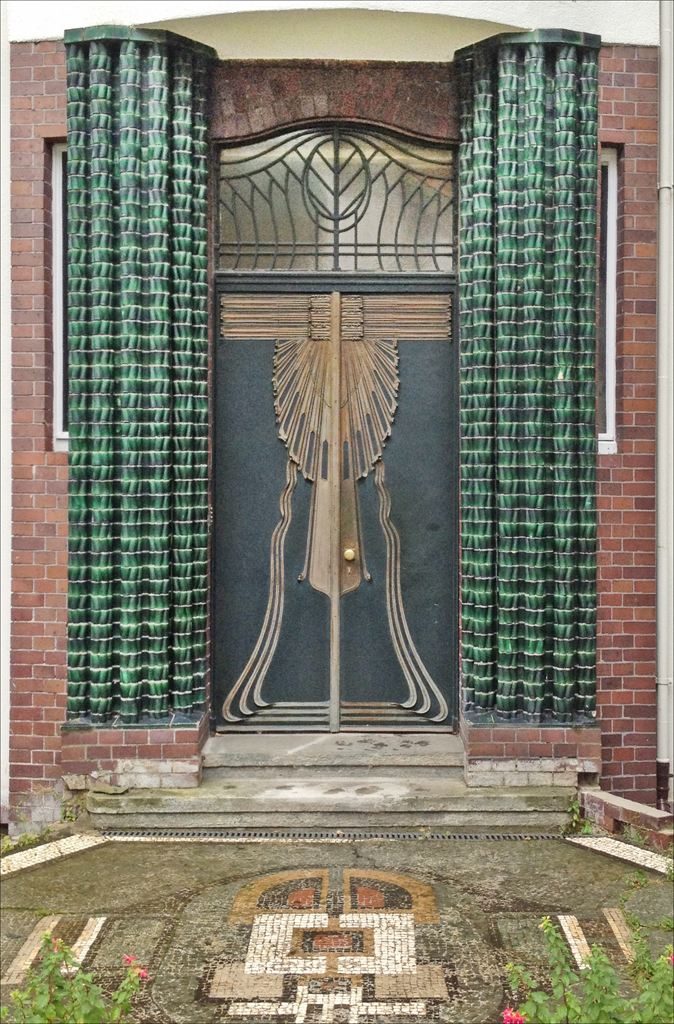
Eingangstür
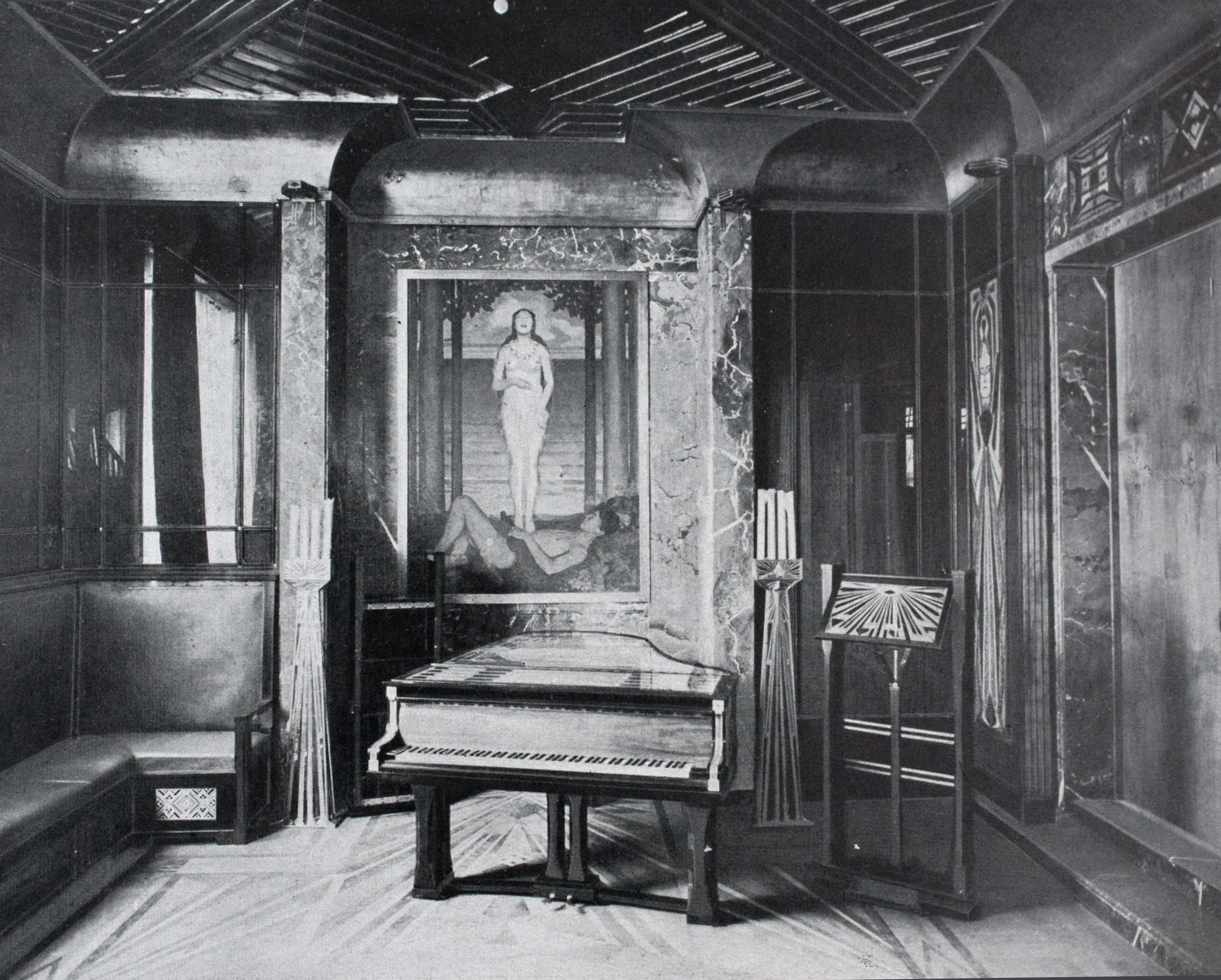
Musikzimmer im Haus Behrens
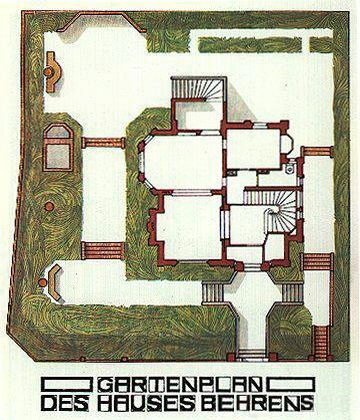
Gartenplan

#### Haus Olbrich

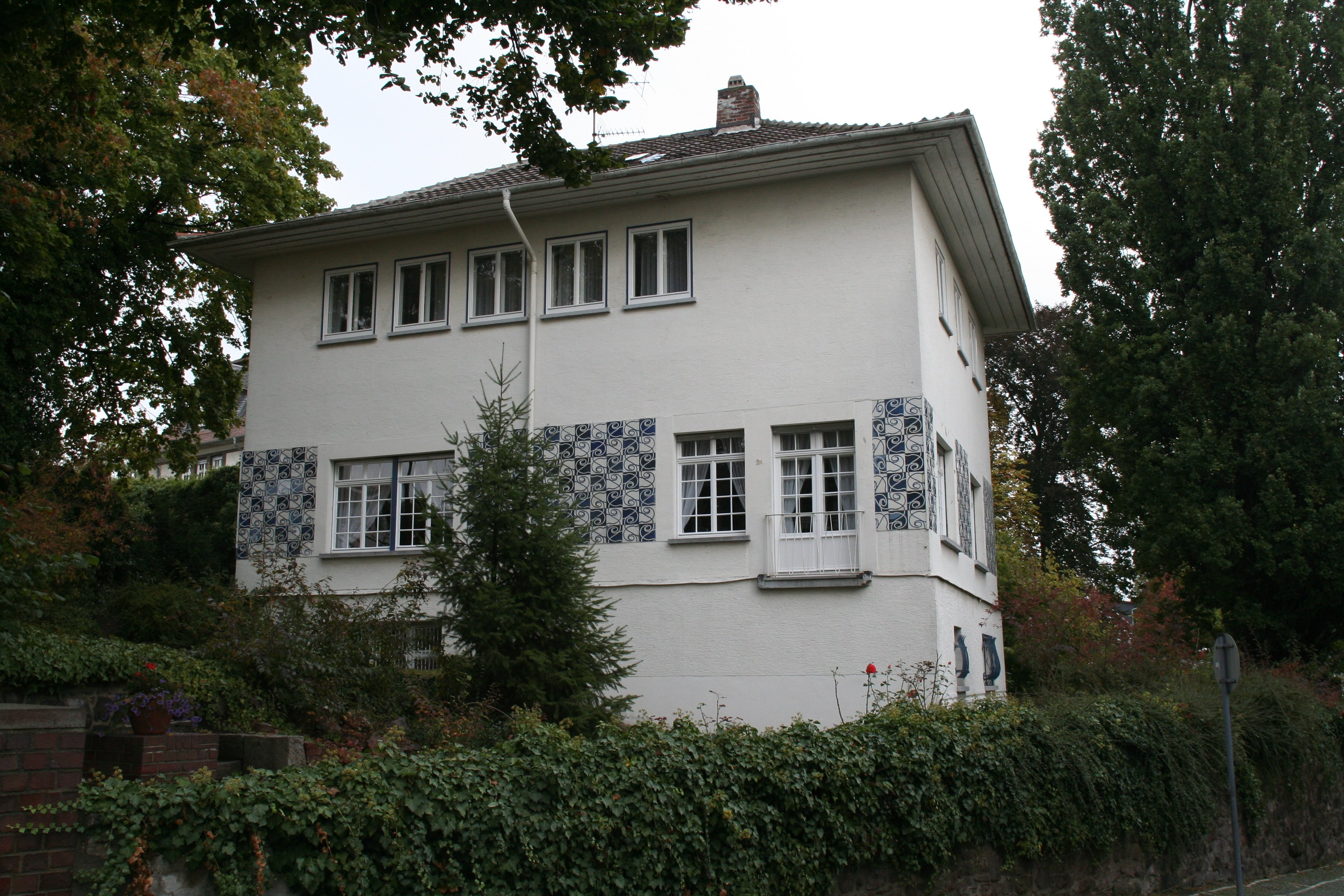
Haus Olbrich

Olbrichs eigenes Haus war mit 75.000 Mark relativ preiswert. Das Gebäude besaß ein rotes Schopfwalmdach, das an der Nordseite bis über das Erdgeschoss heruntergezogen war. Alle Details der Inneneinrichtung hatte Olbrich selbst entworfen. Das Haus wurde im Zweiten Weltkrieg schwer beschädigt und 1950–1951 – oberhalb des Erdgeschosses völlig verändert – wiederaufgebaut. An das Original erinnern heute nur noch die weißen und blauen Fliesen an der Fassade. Ab 1980 wurde es vom Deutschen Polen-Institut genutzt. Diese Nutzung endete im Jahre 2016 mit dem Umzug des Instituts in das Darmstädter Schloss.
2015 begann eine Sanierung des aus 400 Fliesen bestehenden Kachelfrieses zuerst auf der Ostseite des Hauses. Beschädigte und nicht mehr restaurierbare Kacheln werden im Laufe der Arbeiten originalgetreu ersetzt.

#### Haus Christiansen

Haus Christiansen, 1944 zerstört

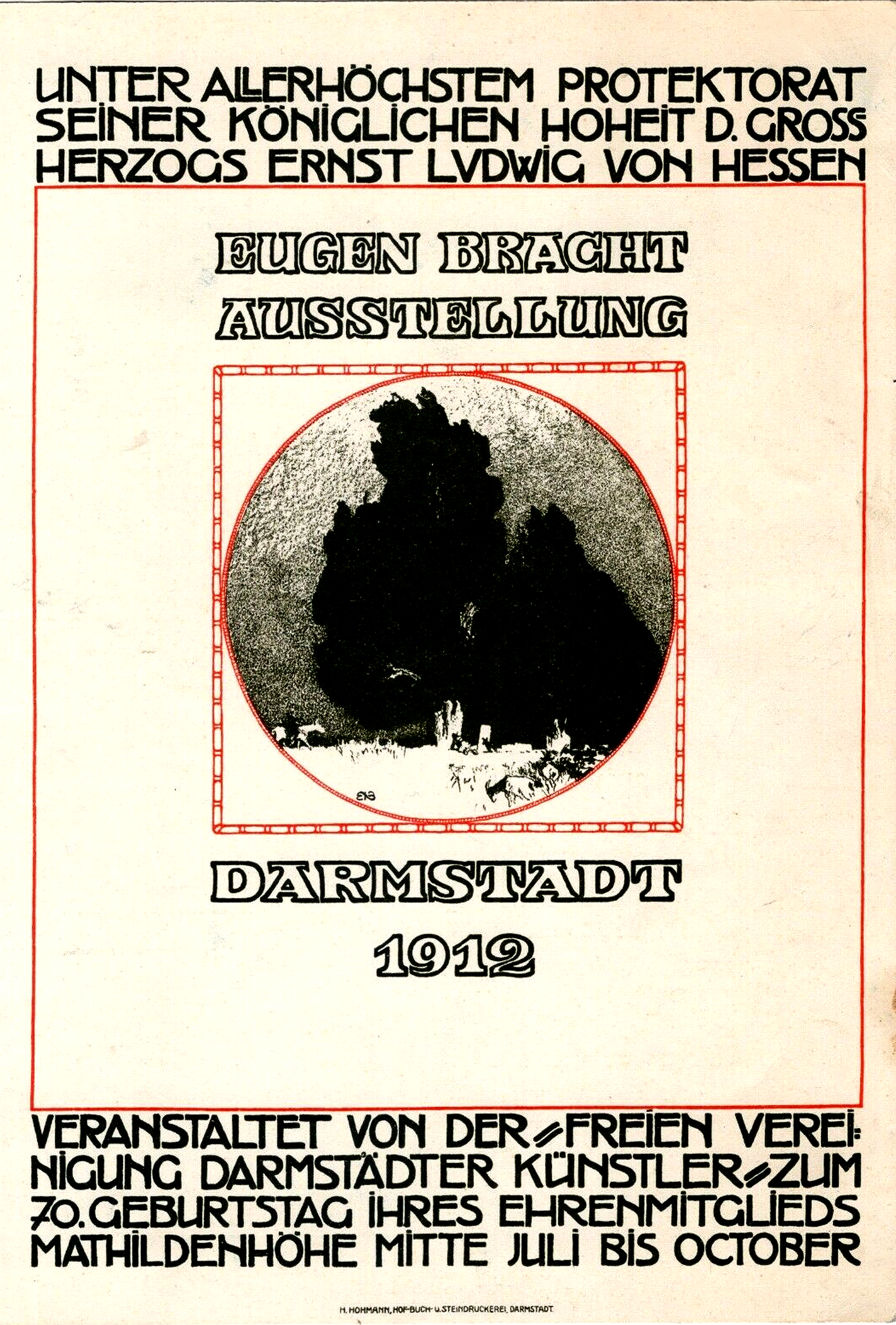
Plakat einer Eugen Bracht-Ausstellung, 1912

Das Haus Christiansen, auch „Villa In Rosen“ genannt, wurde von Olbrich nach den Vorstellungen des Malers Hans Christiansen entworfen. Christiansen schuf die großflächige, zum Teil auch figürliche Bemalung der Fassade, die viel Diskussionsstoff bot. Der Künstler und seine Familie wohnten noch lange darin, obwohl Christiansen später vor allem außerhalb von Darmstadt tätig war. 1919 erwarb es Eugen Bracht, der darin wohnte und arbeitete. Das Gebäude wurde im Zweiten Weltkrieg vollständig zerstört und nicht wiederaufgebaut, sein Platz blieb leer – damit wurde auch die ursprüngliche Symmetrie des Bebauungsplans zerstört.

#### Haus Habich
Joseph Maria Olbrich war Architekt des Hauses Habich, Wohnhaus und Atelier des Bildhauers Ludwig Habich (1872–1949). Die Inneneinrichtung gestaltete Patriz Huber. Das Gebäude fällt wegen des flachen Daches und seines klaren, stereometrischen Baukörpers mit sparsamer Dekoration auf. Nach erheblichen Kriegsschäden wurde es 1951 in Einzelheiten verändert, aber mit den ursprünglichen Umrissen wieder aufgebaut.

#### Haus Keller
Das „Beaulieu“ genannte Haus wurde nach Plänen von Joseph Maria Olbrich für den Privatier Georg Keller errichtet. Nach Kriegszerstörungen wurde es völlig verändert wiederaufgebaut.

## Zweite Ausstellung 1904
Die zweite Ausstellung zeigte nach den großen finanziellen Verlusten bei der ersten fast nur provisorische Bauten. Neben Olbrich und Habich hatte die Kolonie 1904 Johann Vincenz Cissarz, Daniel Greiner und Paul Haustein als neue Mitglieder.

### Dreihäusergruppe
Die drei zusammenhängenden, an der Ecke Stiftstraße / Prinz-Christians-Weg gelegenen Häuser wurden 1904 nach Plänen von Joseph Maria Olbrich gebaut. Das Eckhaus (mit Lisenen aus Backstein) und das „Blaue Haus“ (mit blau glasierten Ziegeln im Erdgeschoss verkleidet) standen mit ihrer Einrichtung zum Verkauf, das so genannte „Graue Haus“ oder auch „Predigerhaus“ (mit dunklem Rauputz) war als Wohnung für den großherzoglichen Hofprediger bestimmt. Bei diesem war auch die Inneneinrichtung von Olbrich entworfen worden, während die Ausstattung des Blauen Hauses und einiger Räume des Eckhauses durch Paul Haustein und Johann Vincenz Cissarz erfolgte. Das Ensemble sollte Wohnen für mittlere Einkommensschichten aufzeigen. Die Gruppe wurde im Zweiten Weltkrieg stark beschädigt. Die Reste des Grauen Hauses wichen einem Neubau, die beiden anderen wurden stark entstellt wiederaufgebaut.

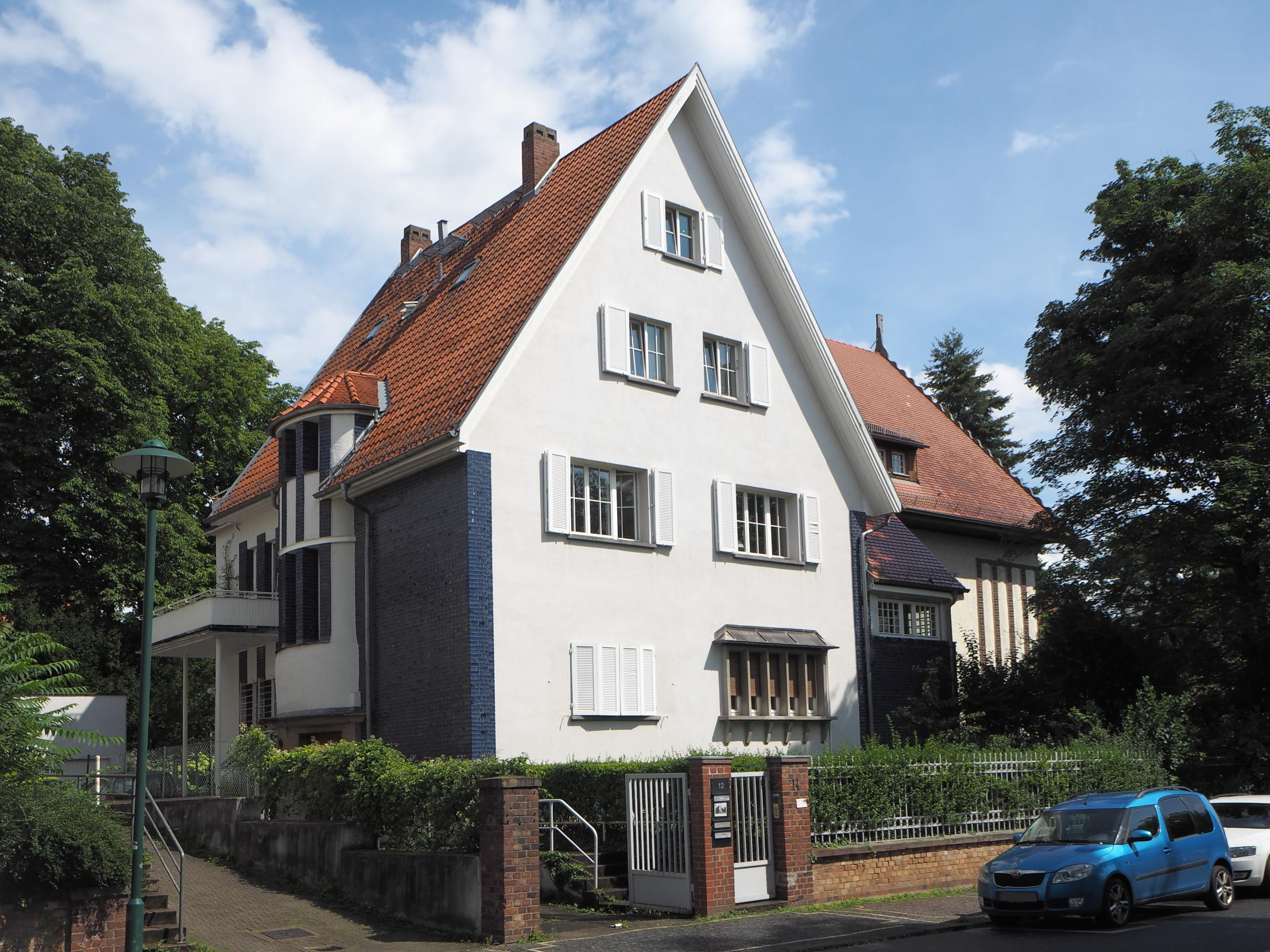
Dreihäusergruppe, Blaues Haus 2017
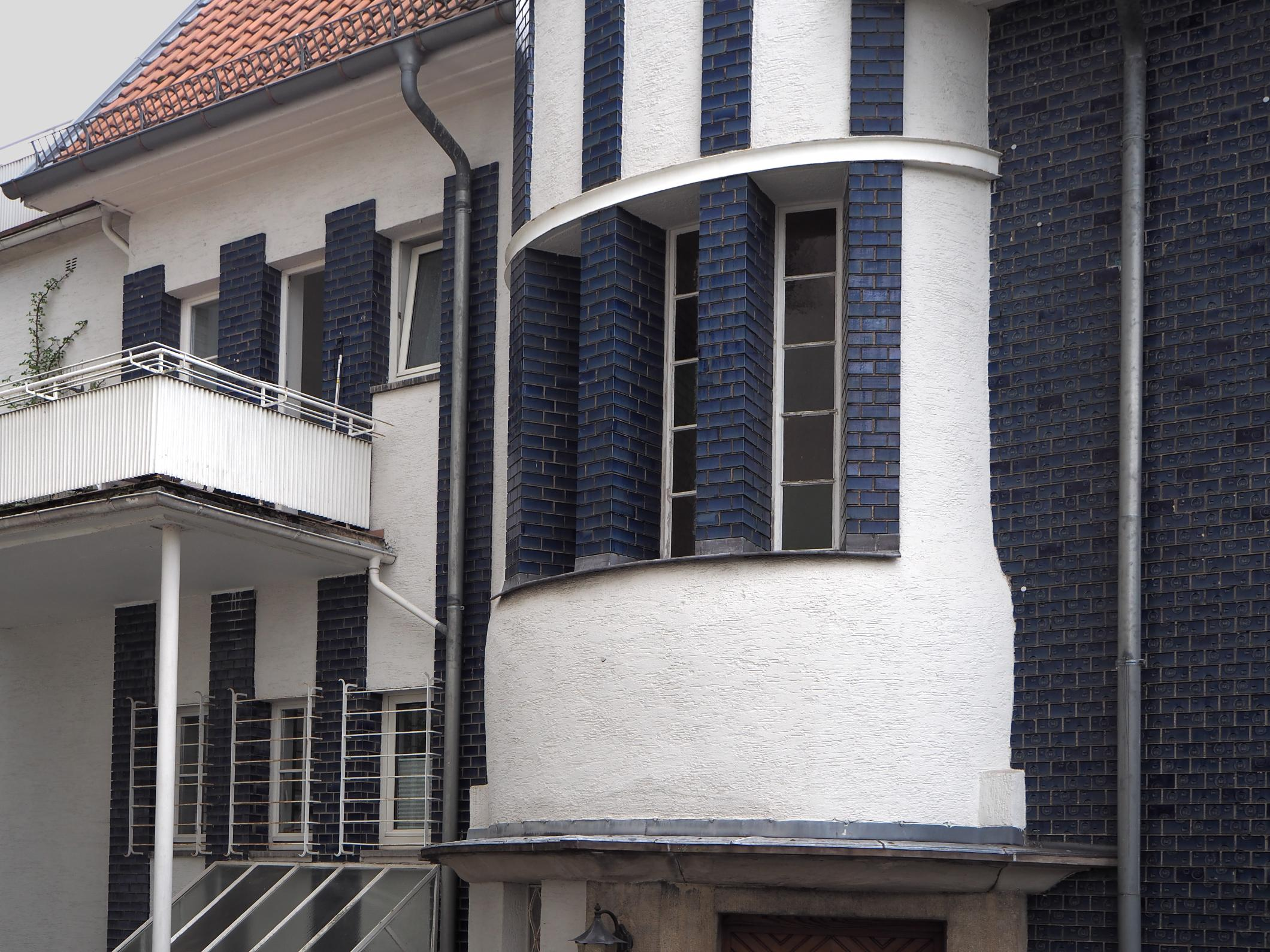
Blaues Haus – Detail

## Dritte Ausstellung (Hessische Landesausstellung) 1908
Die dritte Ausstellung, an der nur hessische Künstler und Handwerker teilnehmen sollten, hatte als Schwerpunkt eine Kleinwohnungskolonie, um zu zeigen, dass moderne Wohnformen auch mit geringen finanziellen Mitteln möglich waren. Sie stand unter dem Motto für freie und angewandte Kunst. Der Kolonie gehörten zu dieser Zeit außer Olbrich auch Albin Müller, Jakob Julius Scharvogel, Josef Emil Schneckendorf, Ernst Riegel, Friedrich Wilhelm Kleukens und Heinrich Jobst an. In der Ausstellungsjury wurde berufen: Ludwig von Hofmann, Eugen Bracht, Erich Bantner, Karl Küstner, O. H. Engel, Ludwig Habich, Adolf Bayer, Wilhelm Bader und Richard Hölscher. Einer der Schwerpunkte im Ausstellungsprogramm war Olbrichs Hochzeitsturm und das Ausstellungsgebäude, in dem Maler ihre Werke präsentierten.

### Hochzeitsturm und Ausstellungsgebäude

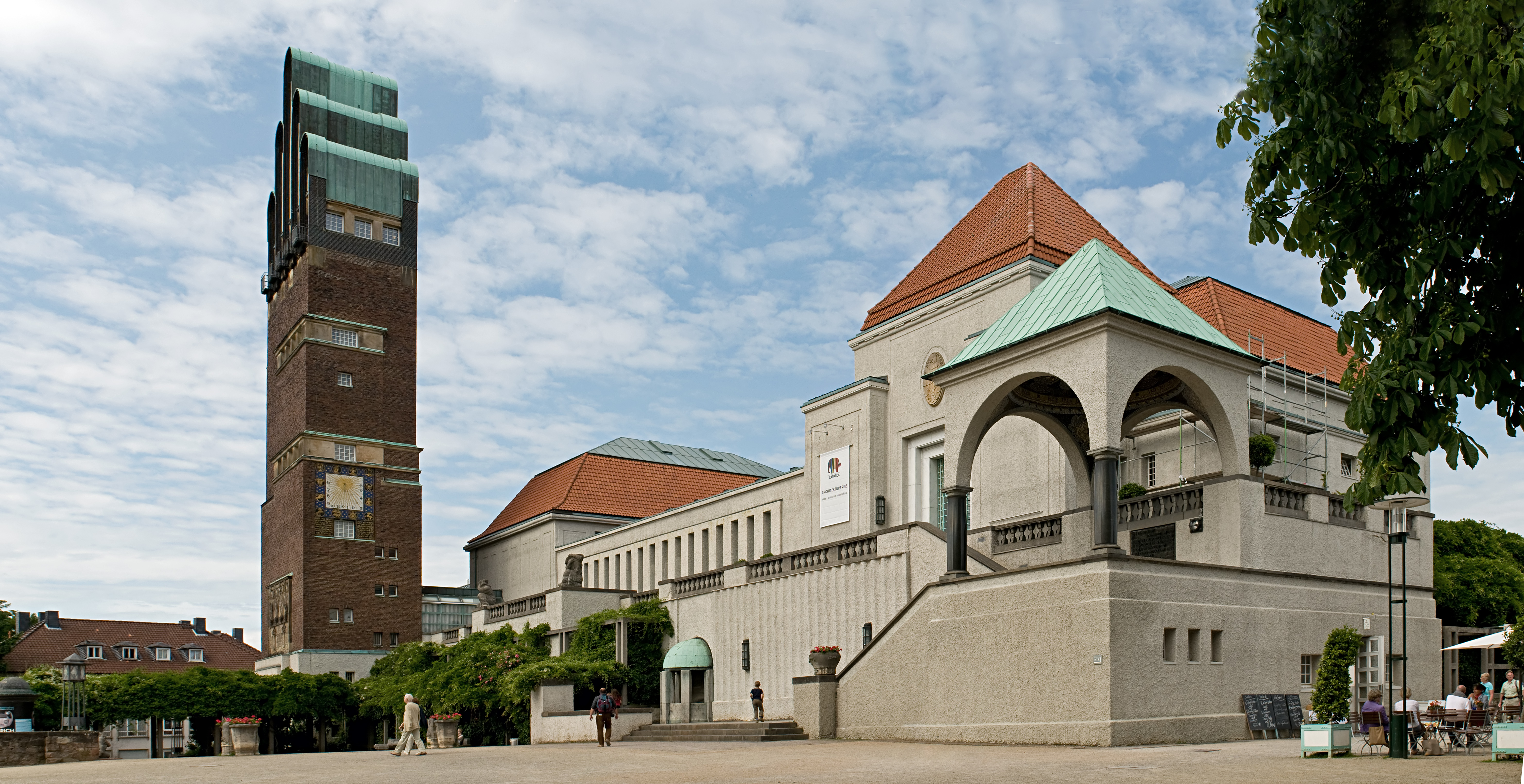
Hochzeitsturm und Ausstellungsgebäude

Als Wahrzeichen der Mathildenhöhe und der Stadt Darmstadt gilt heute der 48,5 m hohe „Hochzeitsturm“. Er war zur Landesausstellung im Mai 1908 fertiggestellt. Den Hochzeitsturm gestaltete Joseph Maria Olbrich im Auftrag der Stadt Darmstadt mit dunkelroten Klinkerziegeln zusammen mit dem angrenzenden städtischen Ausstellungsgebäude als Ensemble. Er wurde zur Erinnerung an die Hochzeit des Großherzogpaares Ernst Ludwig und Eleonore am 2. Februar 1905 errichtet. Markant sind die fünf abschließenden tonnenförmigen Bögen des Daches, die an eine ausgestreckte Hand erinnern, weshalb er auch „Fünffingerturm“ genannt wird. Der Turm und seine Innenausstattung wird dem Jugendstil zugeordnet.
Das in lichtem Grau verputzte Ausstellungsgebäude wurde als Gebäude für freie Kunst eröffnet, in dem die Mitglieder der Künstlerkolonie ihre Arbeiten auf dem Gebiet der Kunst und des Kunstgewerbes ausstellen konnten. Die asymmetrisch gegliederte und nach Westen ausgerichtete Baugruppe steht auf den Gewölben eines geschlossenen, ursprünglich nur mit Erde abgedeckten Wasserreservoirs aus dem Jahr 1880 für die Wasserversorgung Darmstadts. Der frühere offene Hof zwischen den beiden Flügelbauten wurde nach 1945 geschlossen.

### Oberhessisches Ausstellungshaus

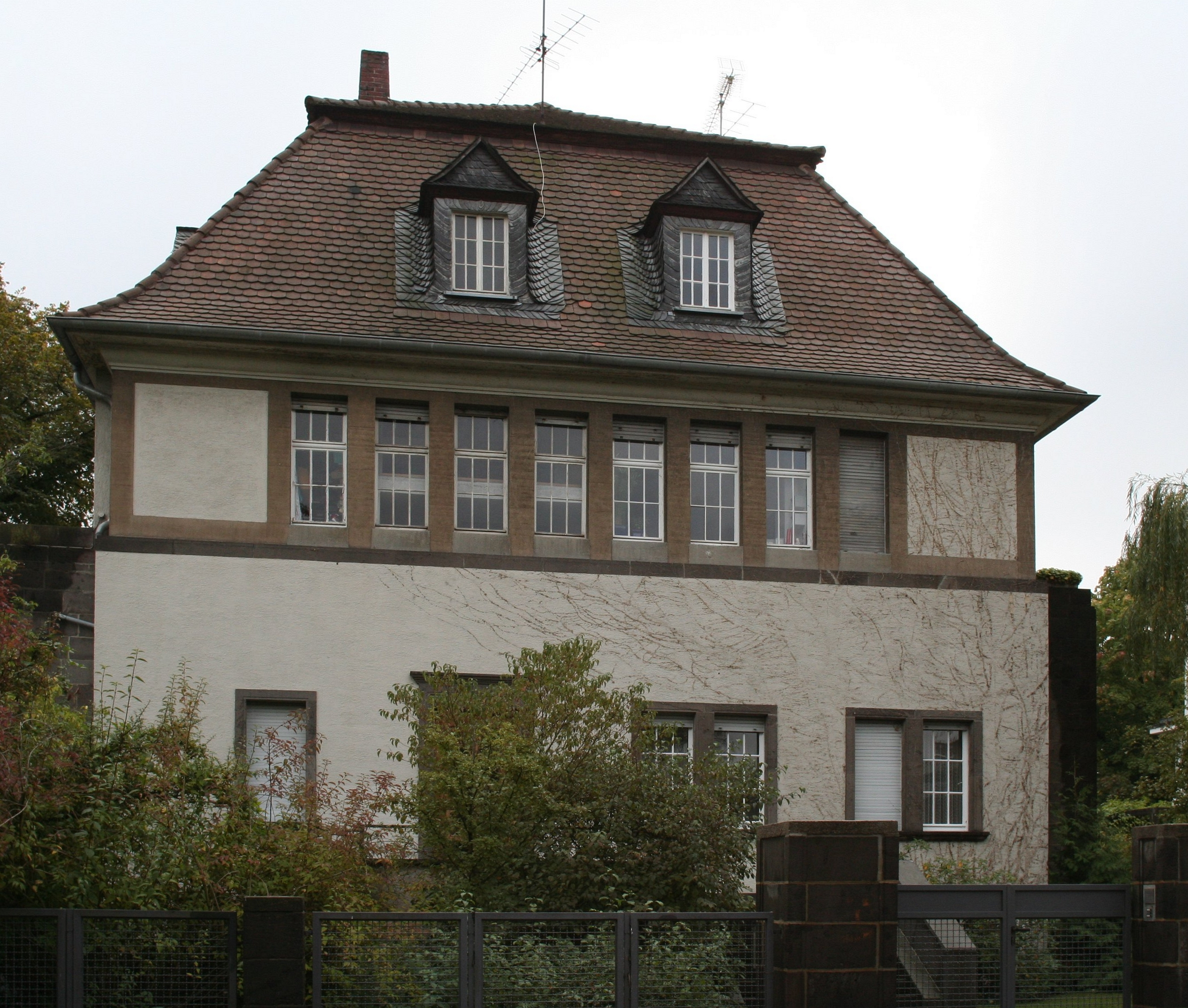
Oberhessisches Ausstellungshaus

Als Ausstellungsgebäude für die Produkte der oberhessischen Industrie und des Handwerks wurde dieses Gebäude von Olbrich entworfen und größtenteils ausgestattet. Heute ist in dem Gebäude das „Institut für Neue Musik und Musikerziehung“ untergebracht.

### Haus Sutter
Bauherr und Architekt war der Architekt Conrad Sutter (1856–1927), der auch die gesamte Inneneinrichtung entwarf. Das Gebäude wurde wegen Sutters eigenwilliger Planung, die starke Anklänge an den traditionalistischen Stil und wenig Jugendstilelemente aufweisen, gegen den Protest der Jury unter eigener künstlerischer Verantwortung des Architekten ausgestellt.

### Haus Wagner-Gewin

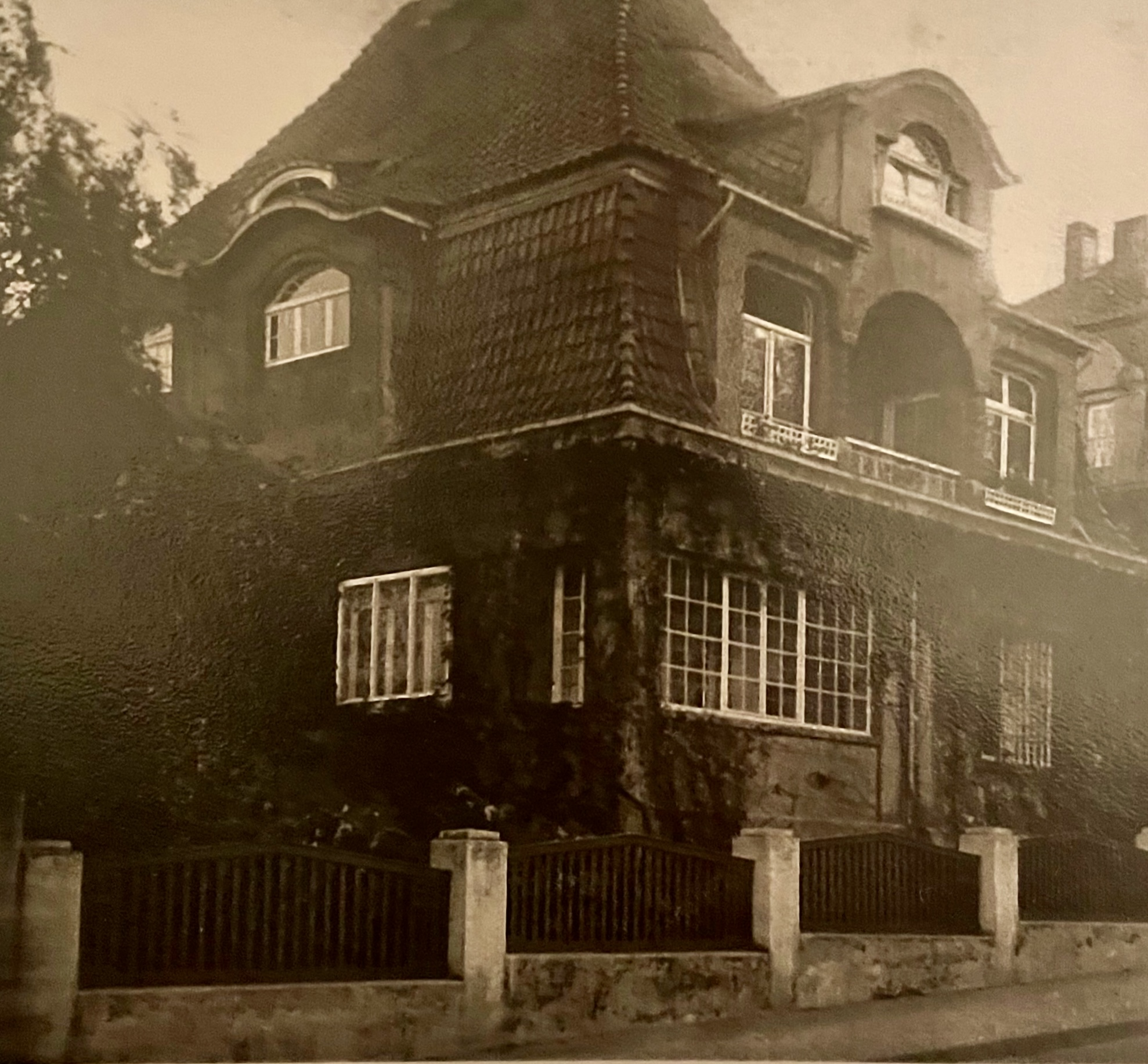
Haus Wagner-Gewin vor der Brandnacht 1944

Das Haus im Olbrichweg 17 für den Bauunternehmer Wagner plante der niederländische Architekt Johann Christoph Gewin. Es war ein vielfach kritisierter Entwurf. In der Brandnacht des 11. September 1944 wurde das Gebäude massiv beschädigt. Im Jahr 1968 folgte der Abriss und Ersatz durch ein Mehrfamilienhaus.
Der Kunsthistoriker und Museumsdirektor August Feigel besaß und bewohnte das Haus mit seiner Familie.

### Kleinwohnungskolonie
Am Osthang der Mathildenhöhe wurde als Beitrag zum Wohnen der weniger wohlhabenden Bevölkerungsschichten eine Kleinwohnungssiedlung gezeigt, bestehend aus einem Zweifamilienhaus, zwei Doppelhäusern und drei Einfamilienhäusern. Angeregt vom „Ernst-Ludwig-Verein. Hessischer Zentralverein zur Errichtung billiger Wohnungen“ entstanden die Musterhäuser im Rahmen einer Kollektivausstellung. Die Finanzierung erfolgte durch sechs hessische Großindustrielle. Die Randbedingungen besagten, dass die Arbeiterhäuser mindestens drei Wohnräume haben sollten, aus einheimischen Baumaterialien herzustellen waren und als Einfamilienhaus nicht mehr als 4000 Mark bzw. als Zweifamilienhaus nicht mehr als 7200 Mark kosten durften. Daneben wurde von den Architekten der Entwurf einer kompletten Innenausstattung für weniger als 1000 Mark je Wohnung gefordert. Die Gebäude waren durch die Architekten Ludwig Mahr, Georg Metzendorf, Josef Rings, Heinrich Walbe, Arthur Wienkoop und Joseph Maria Olbrich entworfen worden. Die Gebäude wurden 1908 vollständig eingerichtet gezeigt, aber kurz nach Ausstellungsende wieder abgetragen.

#### Arbeiterhaus Opel

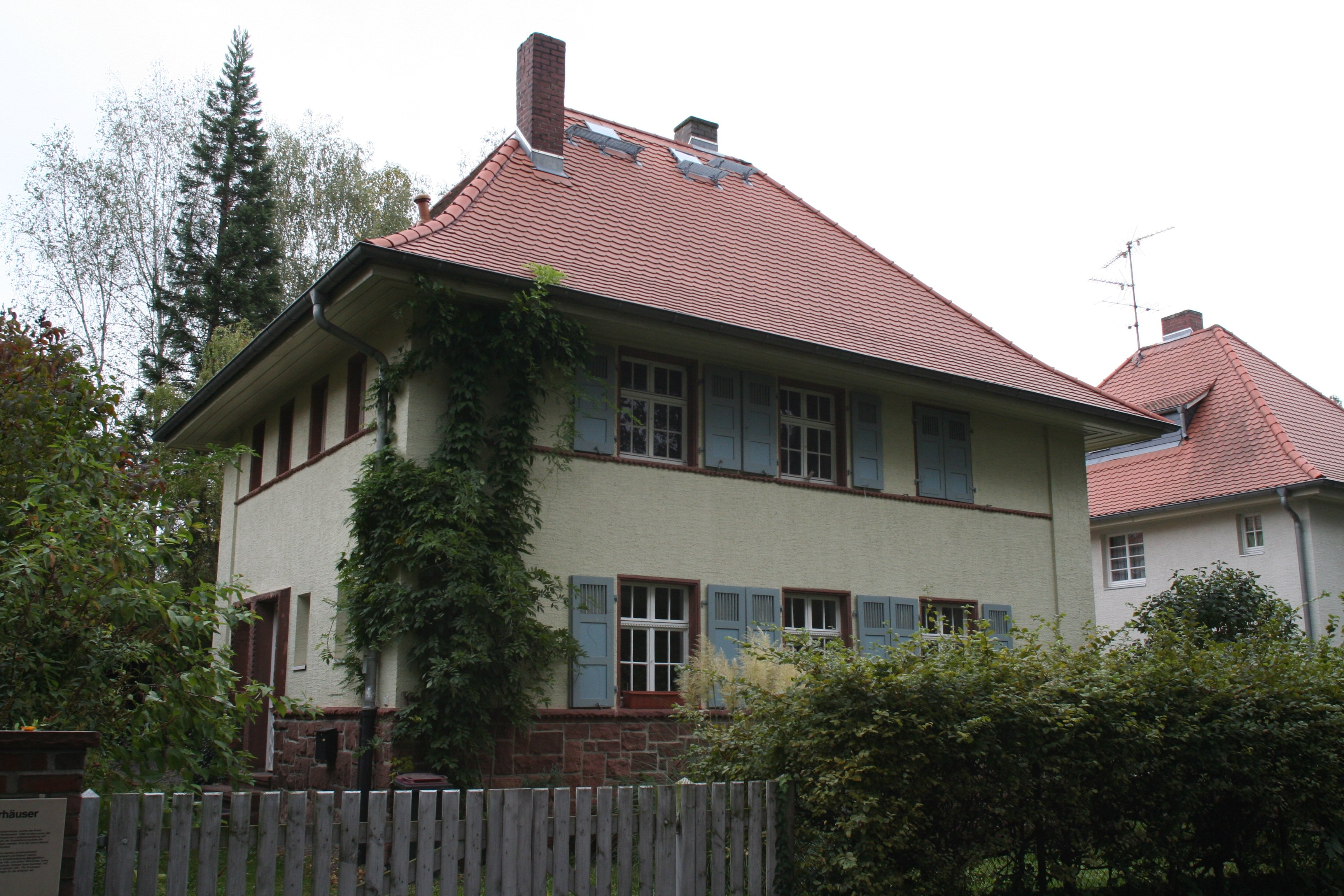
Arbeiterhaus von Metzendorf

Im Rahmen der Kleinwohnungskolonie entwarf auch Olbrich im Auftrag der Firma Opel aus Rüsselsheim ein Einfamilienhaus einschließlich der kompletten Inneneinrichtung. Im Erdgeschoss gab es – statt der damals üblichen Wohnküche – eine kleine Küche und einen großen Wohnraum, im Obergeschoss zwei große Schlafräume und ein Badezimmer.

#### Arbeiterhäuser Erbacher Straße 138–142
Die drei Häuser von Mahr, Metzendorf und Wienkoop wurden nach der Ausstellung von 1908 abgetragen und im Auftrag der nahegelegenen großherzoglichen Meierei, des heutigen Hofgutes Oberfeld, in der Erbacher Straße in gleicher Form wiederaufgebaut.

## Vierte Ausstellung 1914
Der Schwerpunkt der letzten Ausstellung lag vor allem im Bereich des Mietwohnungsbaus, für den Albin Müller am Nordrand der Mathildenhöhe eine zusammenhängende Gruppe aus acht dreigeschossigen Mietshausbauten errichtete. Drei Häuser enthielten Mustereinrichtungen verschiedener Koloniemitglieder. Als rückwärtiger Flügel dieser Baugruppe wurde ein fünfgeschossiges Ateliergebäude errichtet. Die Wohnhauszeile wurde im Zweiten Weltkrieg zerstört, das Ateliergebäude mit seiner braun gebänderten Südfassade blieb aber erhalten.
Daneben entstand auf der Mathildenhöhe durch Bernhard Hoetger mit einem Skulpturenpark der neu gestaltete Platanenhain.
Friedrich Wilhelm Kleukens verzierte den Hochzeitsturm mit dem Mosaik „Kuss“, einer Sonnenuhr und dem Portalschmuck und Albin Müller schuf das Lilienbecken vor der Russischen Kapelle, die Mosaiknische am Ausstellungsgebäude und den „Schwanentempel“. Das Eingangsportal zur Ausstellung, „Löwentor“ genannt und von Albin Müller entworfen, wurde später zurückgebaut und eingelagert. Die Säulen wurden beim Portal des Hochschulstadions wiederverwendet. Die sechs Löwen, von Hoetger geschaffen, stehen seit 1926 auf hohen, von Albin Müller gestalteten Klinkersäulen am Eingang zum Park Rosenhöhe.
Mitglieder der Kolonie waren zu dieser Zeit Heinrich Jobst, Friedrich Wilhelm Kleukens, Albin Müller sowie Emanuel Josef Margold, Edmund Körner und Bernhard Hoetger.
Hanns Pellar war an der Künstlerkolonie-Ausstellung 1914 bereits mit mehr als 20 Bildnissen (Zeichnungen, Ölgemälden und Pastellen) vertreten.

### Schwanentempel

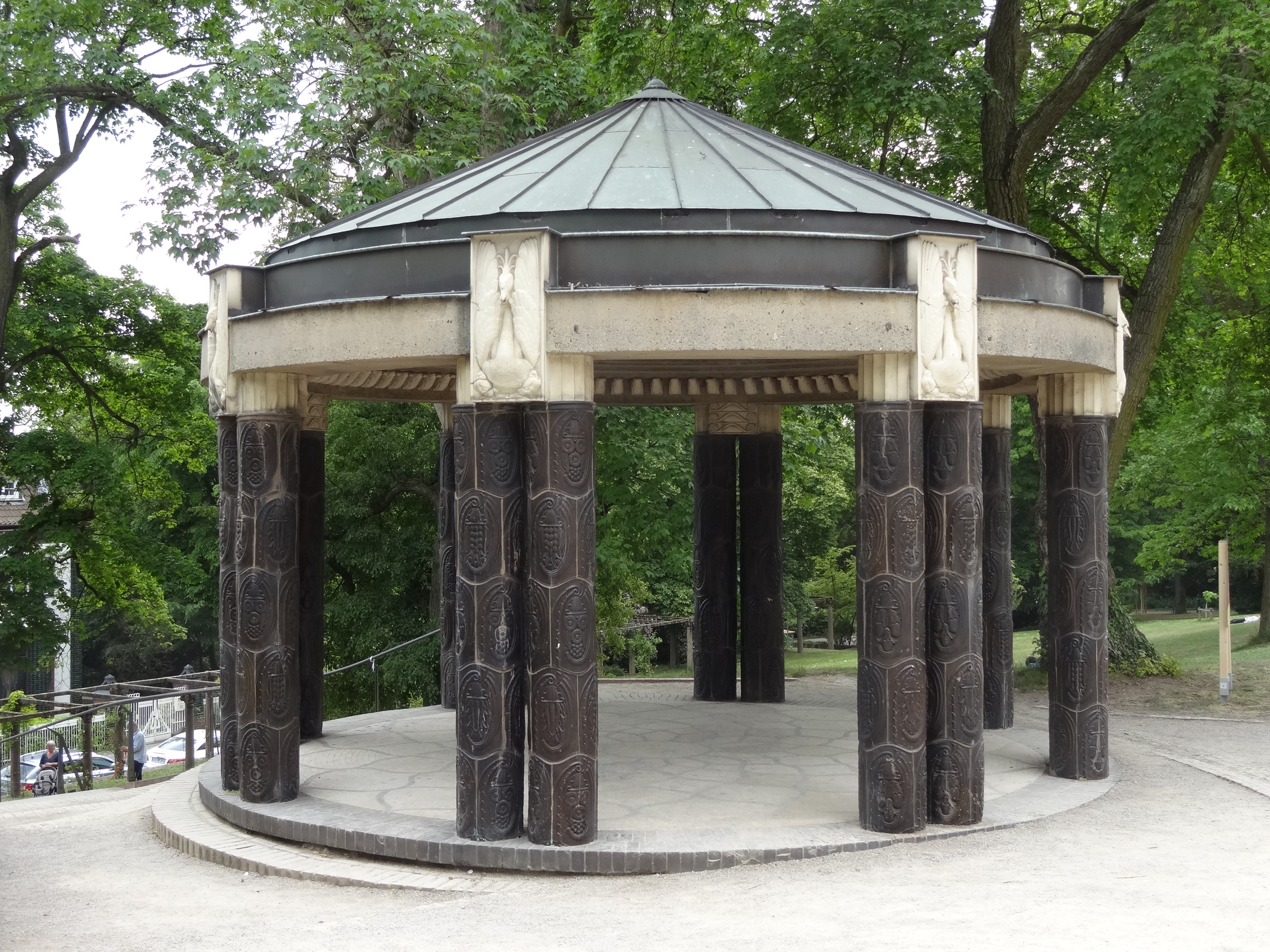
Schwanentempel (auch Albin-Müller-Pavillon)

Der Schwanentempel, auch Albin-Müller-Pavillon, mit seinen acht Doppelsäulen, die ein kreisrundes Kegeldach mit einem Durchmesser von 6,50 Metern tragen, gilt in seiner Art als einzigartig. Der Keramische Pavillon steht am oberen Ende des Christiansenwegs und bildet so ein Tor zu dieser Treppenstraße, die über den Alexandraweg zum Prinz-Christians-Weg führt. Unter den glasierten Reliefplatten befindet sich ein Kern aus Stahlbeton. Der Pavillon war von Albin Müller für die letzte Ausstellung der Künstlerkolonie im Jahre 1914 entworfen worden. Die Keramikplatten mit Blütenmotiven wurden von der Gießener Dampf-Ziegelei Gail hergestellt. Die Kapitelle der Säulenpaare bestehen aus rechteckigen, weiß glasierten Keramikelementen, auf denen Schwäne dargestellt sind, die dem Bau seinen Namen gaben. Wegen bautechnischer Mängel wurden die ursprünglich aufgebrachten keramischen Dachplatten in Biberschwanzform 1987 durch ein Kupferdach ersetzt, ursprünglich wurde das Dach über Auslässe in den Schwanenschnäbeln entwässert. Die Kuppel ist mit farbigen Blütenmotiven ausgemalt. Die Bildhauerarbeiten führte Albert Burghardt, Leiter der Großherzoglichen Fachschule zu Erbach im Odenwald, aus. Ein Mosaik bildet den Fußboden des Bauwerks. Im Innern des Tempels gibt es eine akustische Besonderheit: steht man in der Mitte und spricht, wird der kleine Tempel zum Flüstergewölbe. Der Sprechende hat das außergewöhnliche Klangerlebnis, als stünde er in einer großen Arena – ein Phänomen, das nur er, nicht aber die Umstehenden wahrnehmen. Eine Sanierung des Objektes mit einem Kostenaufwand von 45.000 Euro wurde im Jahre 2015 abgeschlossen.

## Randbebauung
Die ortsansässigen Architekten Darmstadts waren an den ersten Ausstellungen auf der Mathildenhöhe nicht beteiligt. Allerdings konnten Traditionalisten wie Alfred Messel (Villa Ostermann für Museumsdirektor Paul Ostermann von Roth), Georg Metzendorf (Wohnhaus für Georg Kaiser), Heinrich Metzendorf (Haus Kempin und Wohnhaus für Hofrat Otto Stockhausen), Friedrich Pützer (u. a. mit seinem eigenen Wohnhaus, dem Wohnhaus für Dr. Mühlberger und dem Doppelhaus für Finanzrat Dr. Becker und Finanzrat Bornscheuer) und Paul Wallot (Wohnhaus für Kabinettsrat Gustav Römheld) in den Randbereichen der Künstlerkolonie ihre Auffassung von Architektur zeigen. Nur für die Dauer der Ausstellungen war das Ausstellungsgelände durch eine Umzäunung abgegrenzt, die Häuser der Künstlerkolonie und die der anderen Architekten waren innerhalb der Gesamtbebauung des Stadtteils unmittelbar benachbart.

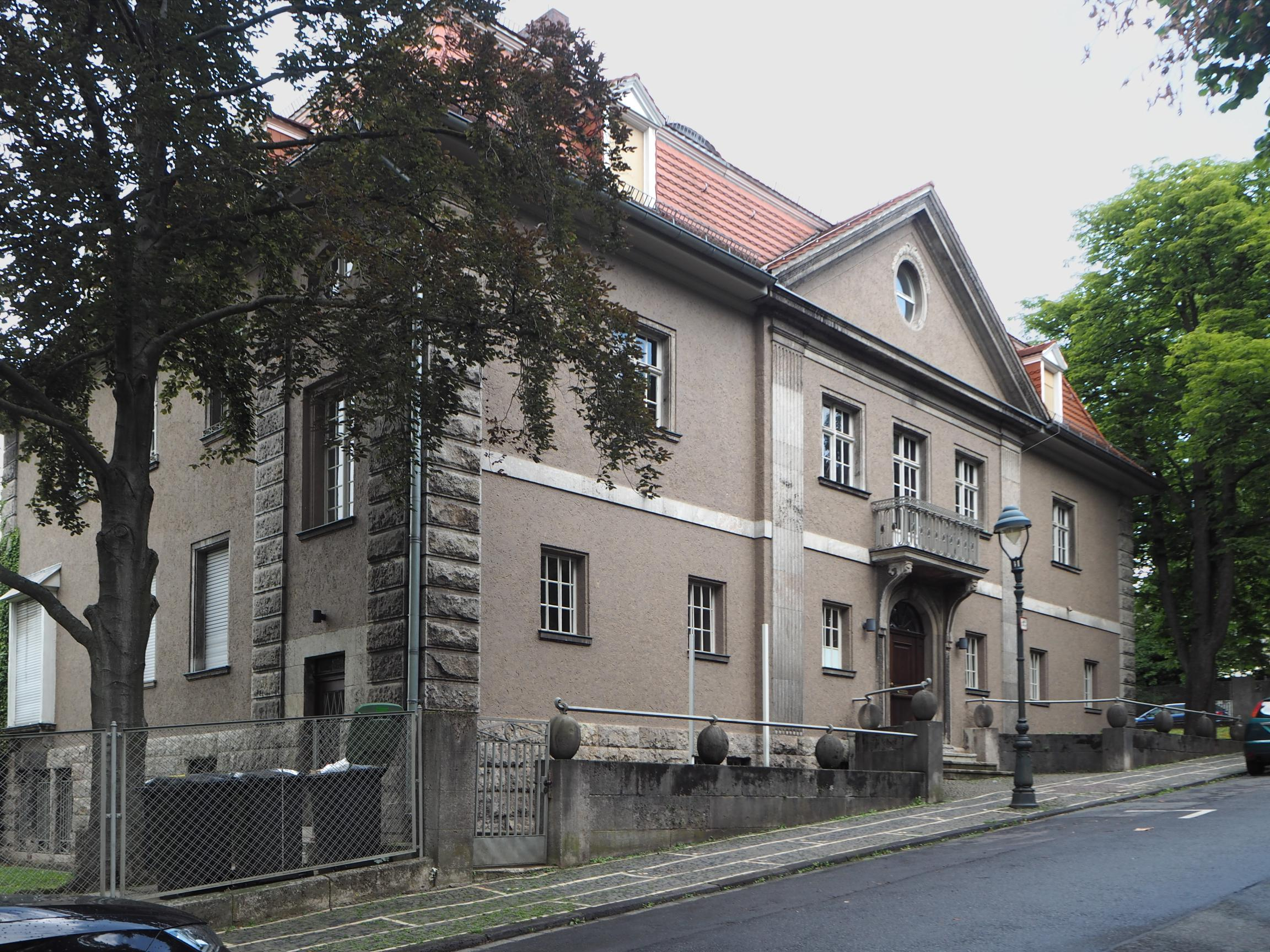
Haus Ostermann von Alfred Messel (1908)
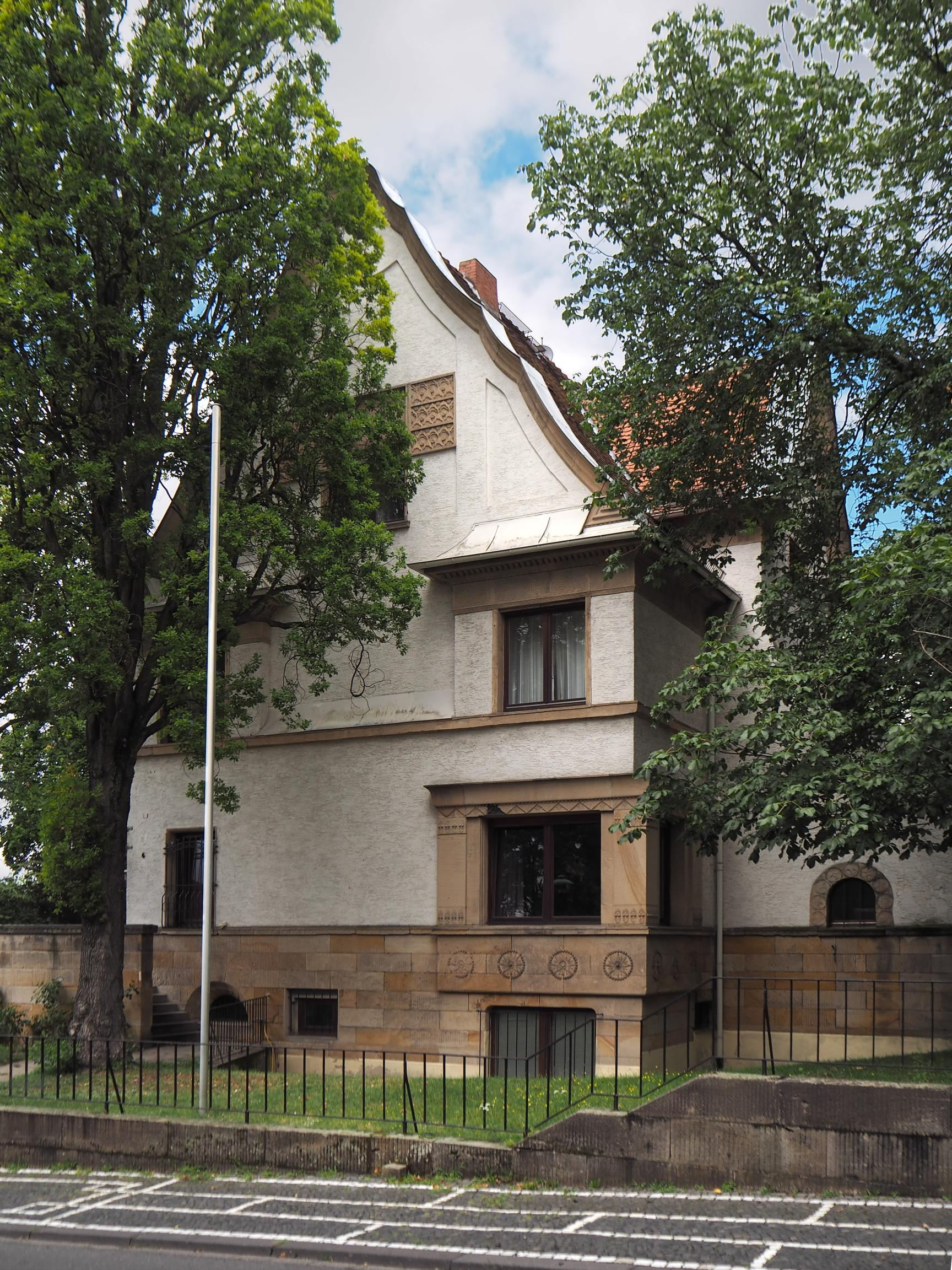
Haus Kaiser von Georg Metzendorf (1903)
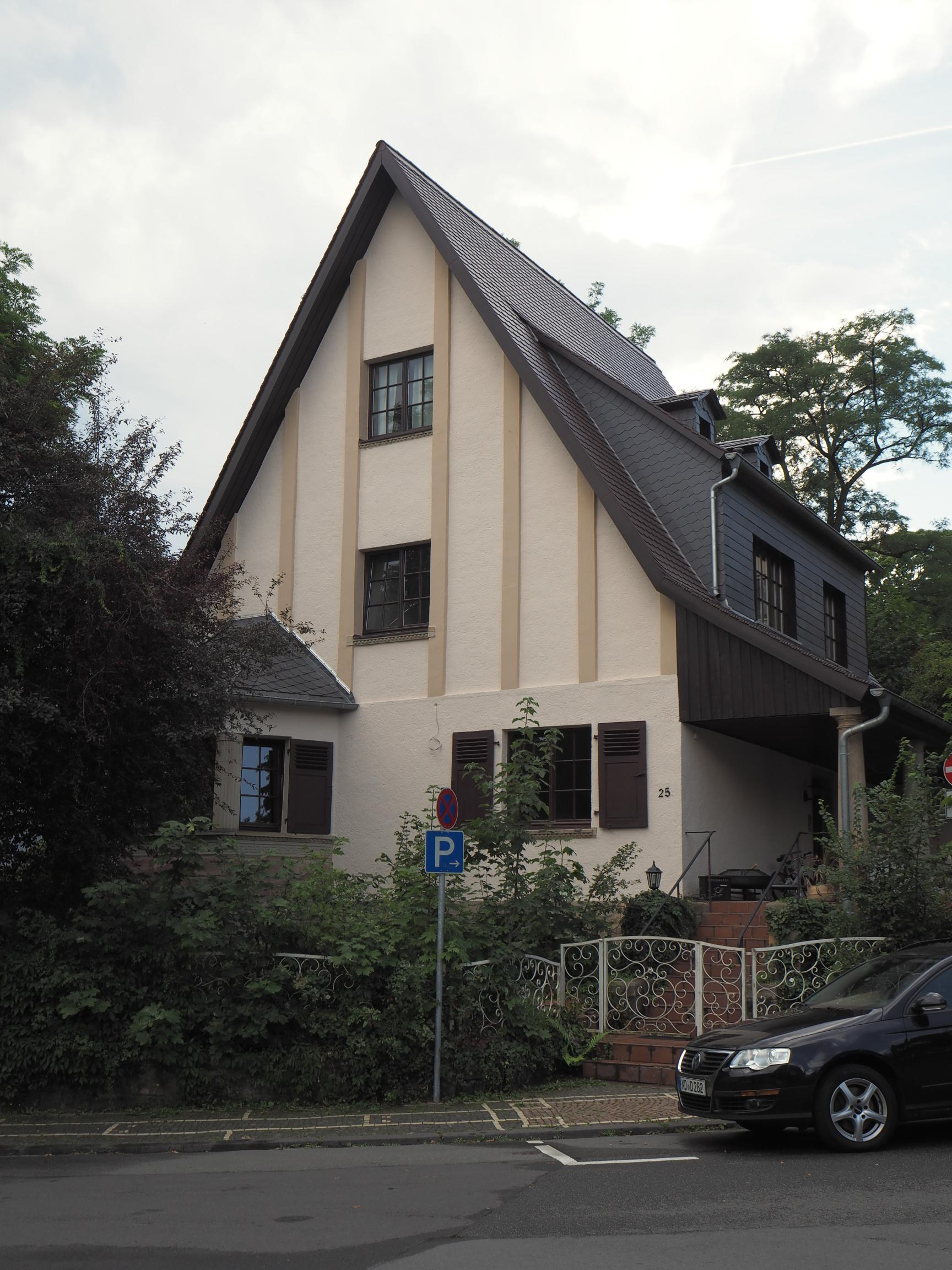
Haus Kempin von Heinrich Metzendorf (1911)
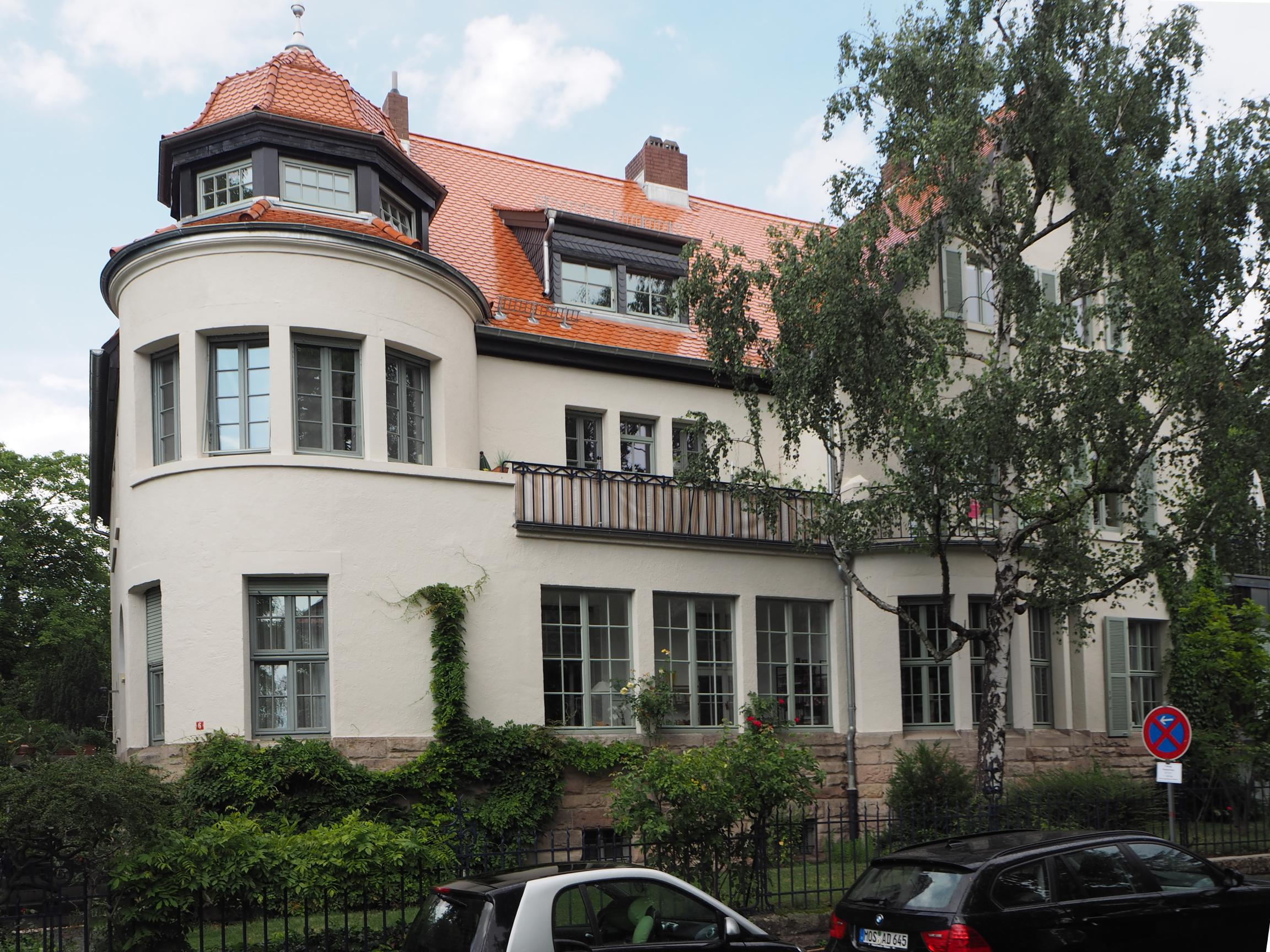
Haus Becker/Bornscheuer von Friedrich Pützer (1901)

## Auflösung der Künstlerkolonie
Als im August 1914 der Erste Weltkrieg ausbrach, wurde die gerade laufende Ausstellung auf der Mathildenhöhe abgebrochen. Die Künstlerkolonie bestand während des Krieges weiter, aber es gab keine neuen Berufungen von Künstlern mehr. Spätestens mit der Abdankung des Großherzogs im Jahr 1918 hörte die Künstlerkolonie faktisch auf zu bestehen, formell wurde sie 1929 aufgelöst. Trotz der kurzen Dauer ihres Bestehens und der folgenden Zerstörungen des Zweiten Weltkrieges stellen die Kunstwerke der Künstlerkolonie auf der Mathildenhöhe auch heute noch einen Glanzpunkt des Kulturerbes von Darmstadt dar.

## Neue Künstlerkolonie Rosenhöhe
Nach dem Krieg gründete Prinz Ludwig zur Unterstützung von Künstlern den „Verein Neue Künstlerkolonie“. Im Park Rosenhöhe wurden am Löwentor zunächst zwei Gebäude errichtet, denen Mitte der 1960er Jahre weitere sieben Bungalows und Ateliers folgten. Die Stiftung wurde zwar 1973 aufgelöst, der Betrieb aber durch die Stadt bis heute fortgeführt.

## Liste aller Mitglieder der Künstlerkolonie
Nach der in den 1930er Jahren verfassten, aber erst 2007 gedruckt veröffentlichten Autobiografie von Albin Müller (vgl. Literatur) ist eigentlich zwischen Mitgliedern, die nach ihrer offiziellen Berufung durch den Großherzog in Darmstadt ansässig und tätig waren, und solchen, die als Auswärtige zu Ausstellungen oder anderen Projekten eingeladen wurden, zu unterscheiden. Müller nennt als Beispiele für die zweite Gruppe Edmund Körner und Hanns Pellar, die sich nicht vollständig in die Künstlerkolonie integrieren konnten, weil sie ihren Wohnsitz bzw. Lebensmittelpunkt nicht nach Darmstadt verlegten. Die betreffenden Künstler selbst haben sich jedoch durchweg ohne eine solche Differenzierung als Mitglieder der Künstlerkolonie verstanden.
- Peter Behrens (1899–1903)
- Rudolf Bosselt (1899–1903)
- Paul Bürck (1899–1902)
- Hans Christiansen (1899–1902)
- Johann Vincenz Cissarz (1903–1906)
- Daniel Greiner (1903–1906)
- Ludwig Habich (1899–1906)
- Paul Haustein (1903–1905)
- Bernhard Hoetger (1911–1914)
- Patriz Huber (1899–1902)
- Heinrich Jobst (1907–1918)
- Friedrich Wilhelm Kleukens (1907–1918)
- Christian Heinrich Kleukens (1913–1918)
- Edmund Körner (1911–1916)
- Emanuel Josef Margold (1911–1929)
- Albin Müller (1906–1914)
- Joseph Maria Olbrich (1897–1908) – Gründungsmitglied und künstlerischer Leiter
- Fritz Osswald (1913–1921)
- Hanns Pellar (1911–1925)
- Ernst Riegel (1906–1912)
- Jakob Julius Scharvogel (1906–1914)
- Josef Emil Schneckendorf (1906–1912)
- Theodor Wende (1913–1921)